# 大草流庖丁道

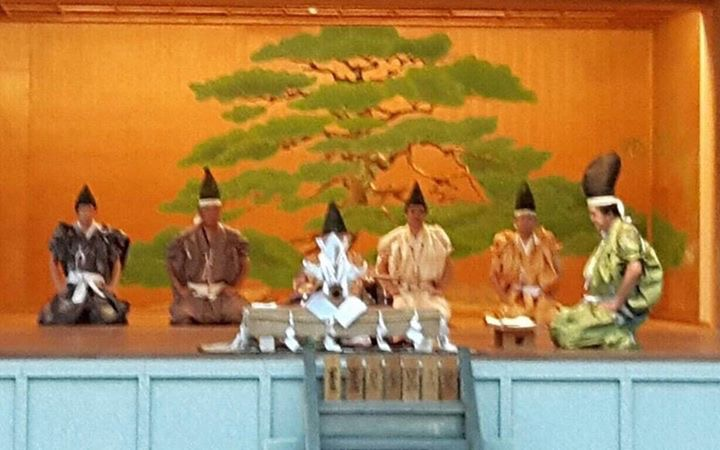
伊勢神宮にて

大草流庖丁道（おおくさりゅうほうちょうどう）は、食儀礼（日本料理）及び礼式の流派の一つ。室町時代に、室町幕府奉公衆の大草三郎左衛門公次（きんつぐ）により創始された。
古代以来権力者の暗殺には毒が使われることが多かったため、足利将軍家における調理は特に信用できる譜代の家臣に任されていた。大草流を確立した大草氏は将軍の元服など儀式での料理を担当し、これとは別に進士(しんじ)流は仁木、細川、畠山各氏に仕えて饗応料理の吟味役を務めた。
庖丁道とは料理に関する作法・故実や調理法などを最も頻用する調理器具の包丁で象徴した呼び名である。
神饌には、生饌、熟饌、干饌（ひせん）、捌饌（ばっせん）の四つがあり、その内の捌饌が所謂庖刀式である。

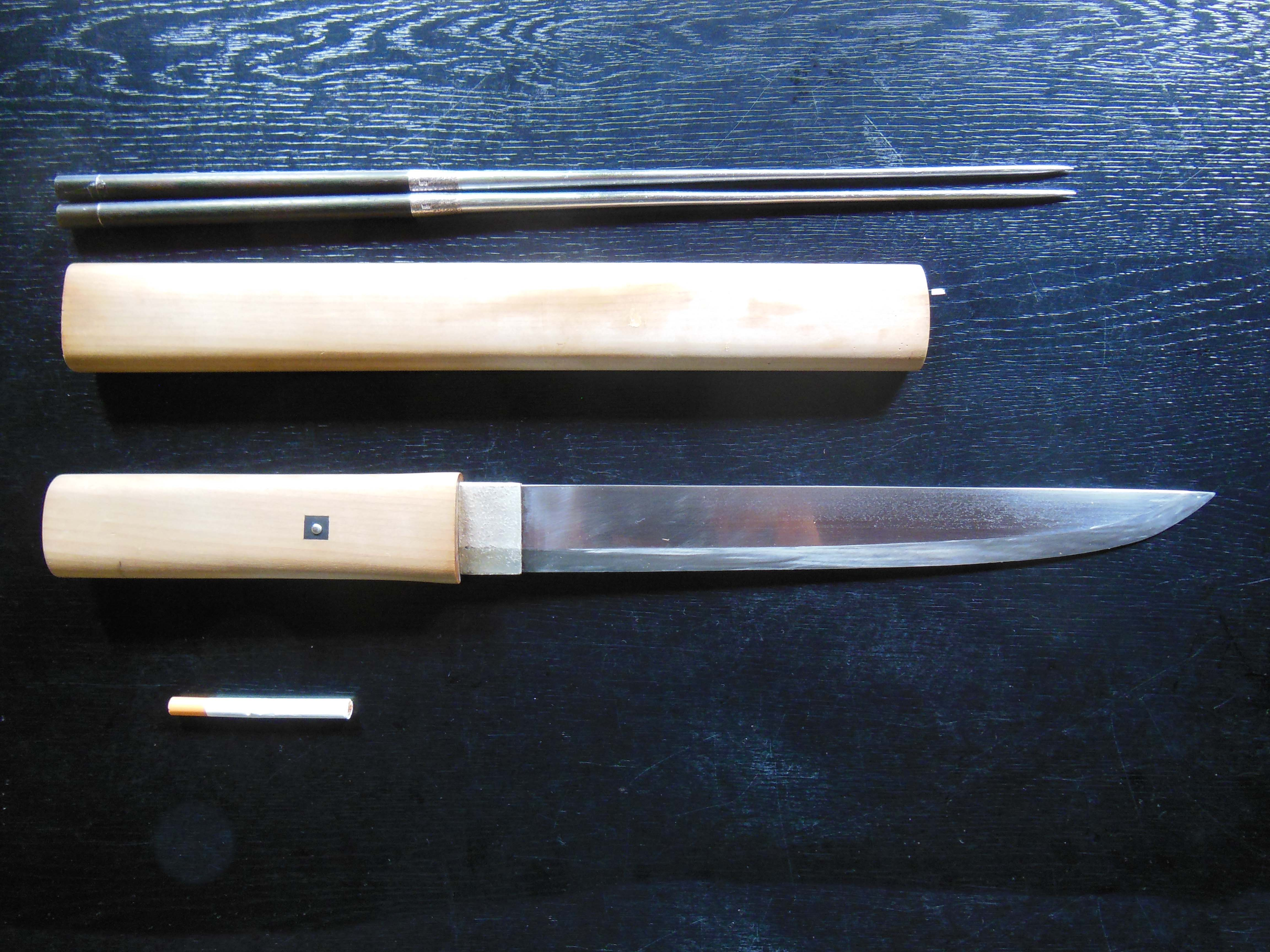
真魚箸には硫黄や砒素と反応し変色しやすい銀を使用。庖丁刀は遠州型 古くは刀子（とうす）を使用した。遠州型は刀子に一番形が近い。

## 起源
伝承では、北山文化（室町文化）華やかな天授・康暦の頃（1380年頃）、大草三郎左衛門公次(きんつぐ)が足利義満の庖丁人となり仕えるとあり大草流の誕生と思えるが、庭訓往来旧鈔の五月状の注記には「庖丁ﾊ大草入唐ｼﾃ傳也」とあり、巷間で言われる様な四条流の分派などでは無く、大陸伝来の文化と言える。文献上で確認できるのは『花営三代記』の応永31年（1424年）2月の記録で、ここでは大草三郎左衛門尉公範が将軍の御前で白鳥・鯉を捌いた事が記されている。義満は日本国王を名乗り、死後には太上天皇の諡号を贈られるなど、自分に公家以上、皇室以上の格式を求めていたため武家の為の武家好みの庖丁道を必要としていた。加えて南北朝期のバサラ大名に代表される、旧来の身分秩序を嘲笑する時代の空気を多分に含み、同時期に生まれ後に能として大成した猿楽や狂言などとともに大草流庖丁道の極意「序破急バサラに至る」も編み出された。室町時代になると経済的・文化的にも武士の優位は動かしがたいものとなり、武士も公家の文化を取り入れ、武士独自の饗応料理として「本膳料理」の形式を確立する。八条宮家には生間流（いかまりゅう）があり、公家も本膳料理の形式を取り入れつつ、独自の式典料理として「有職料理」の形式が次第にまとまっていった物と考えられる。安土桃山時代に来日したジョアン・ロドリゲスは著書『日本教会史』の中で支配階層が身に付けるべき「能」（実践的な教養）であったものとして、「弓術・蹴鞠・庖丁」を挙げている。室町時代になると茶の作法を重んじる『茶の湯』が流行し、『亭主』と呼ばれる主催者が、客に茶をふるまう『茶会』が、頻繁に開かれた。しかし、この頃の『茶の湯』は、本膳料理を食べる事が主で、『茶』は添え物程度であった。

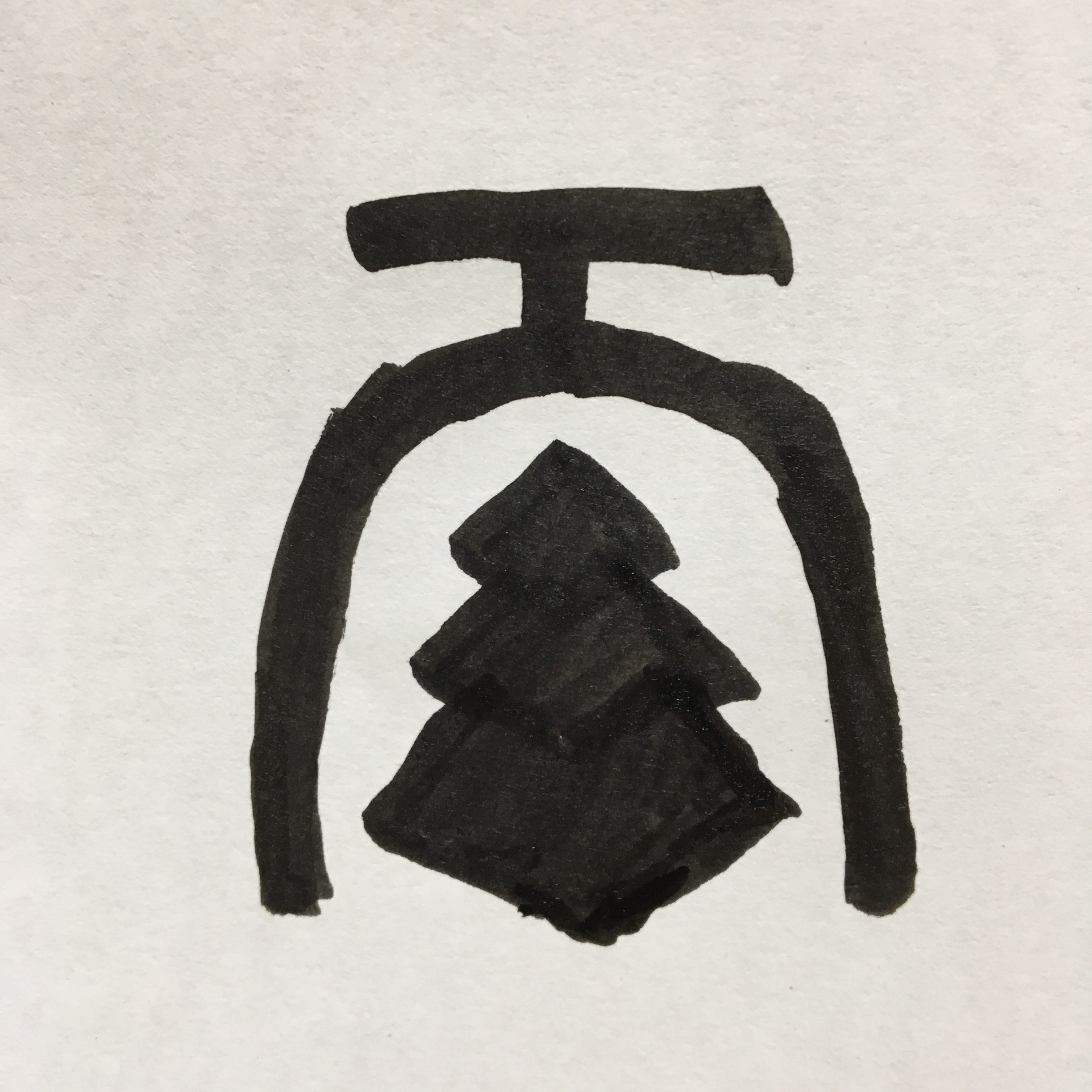
大草氏家紋 庵に三階菱

## 大草氏
大草氏の初代当主の大草公経(きんつね)は、鎌倉時代に足利氏の任国であった三河国の額田郡大草郷の領主で藤原氏支流を称す。四條畷の戦いにて足利方に従軍して先駆けとなり討ち死にした。
その功あって大草氏は足利尊氏、直義、義満から領地還補の教書を受けている。
- 宗家初代 - 大草三郎左衛門尉公経
- 宗家2代 - 大草伊賀守公延 公経の長子。足利幕府奉公衆 見聞諸家紋に記載あり。嫡子無し。
- 宗家3代 - 大草主水守 公経の次子 出家して素珍 兄の急逝で還俗するが、武家社会に馴染めず再び出家。
- 宗家4代 - 大草三郎左衛門尉公長 公経の三子 足利義満御教書あり
- 宗家5代 - 大草三郎左衛門尉公朝 公長の嫡子 三河守
- 宗家6代 - 大草三郎左衛門尉公廣 公朝の嫡子 三河守 足利義晴に仕える。その後、永禄8年、足利義昭の上洛を期した織田信長の命により和田惟政と共に甲賀諸侍への使者の役目を果たす。

```
世系中絶
```

- 代不詳 - 大草三河守公重 足利義輝に仕える。永禄の変により山城国加茂に蟄居。のち細川藤孝の招きで丹後国田辺に赴き､その後没す。
- 代不詳 - 大草三河守公政 義輝に仕えたのち、徳川秀忠に仕える。寛永元年死去。
- 代不詳 - 大草冶左衛門公継（きんつな）が徳川秀忠・徳川家光に仕える。

注）大草三郎左衛門公次は嫡流ではない。
足利氏支流の三河国発祥の一族には吉良氏、一色氏、今川氏、仁木氏、細川氏などがあるが、大草氏は特に細川氏と親密で、嫡流が途絶した際には、細川氏の支援により血縁関係にある大館氏から養子を受けて家名を継いでいる。

1606年（慶長11年）大草公以（きんもち）による写本「式三献七五三膳部記」成立。大草流の食膳仕立ての伝書。
1686年（貞享3年）正月3日、江戸城、御祝儀御高盛御膳部の場にて、村高左兵衛が大草源右衛門を斬殺する。左兵衛、2月18日に斬罪。（鸚鵡籠中記）

## 大草衆
大草衆とは、大草氏の惣領を中心に時衆の阿弥号(観阿弥、世阿弥も時衆)を持つ者（同朋衆）を取り込み形成された一種の職能集団で強い仲間意識で連帯していた。
阿弥号を持つ者は、主として身分が低い者が身分制度から抜け出て南北朝や応仁の乱の乱世で､己の才で主に芸術面で活躍することができた。
大草衆は庖刀式などの儀式のみならず、書式、書札式、礼式、数式、絵図式、礼法、兵法、歳時記、十節句、年中行事、臨時儀礼（冠婚葬祭等）、音声（おんじょう）などを自らの職能とし室町幕府を文化面で支えた。
大草流は武家諸礼式の流派小笠原流や伊勢流と、ならぶ故実の伝承者であり、群書類従で有名な大草家料理書、大草殿より相伝の聞書などは、大草流の伝え事のほんの一部でしかないのである。

## 大草家料理書

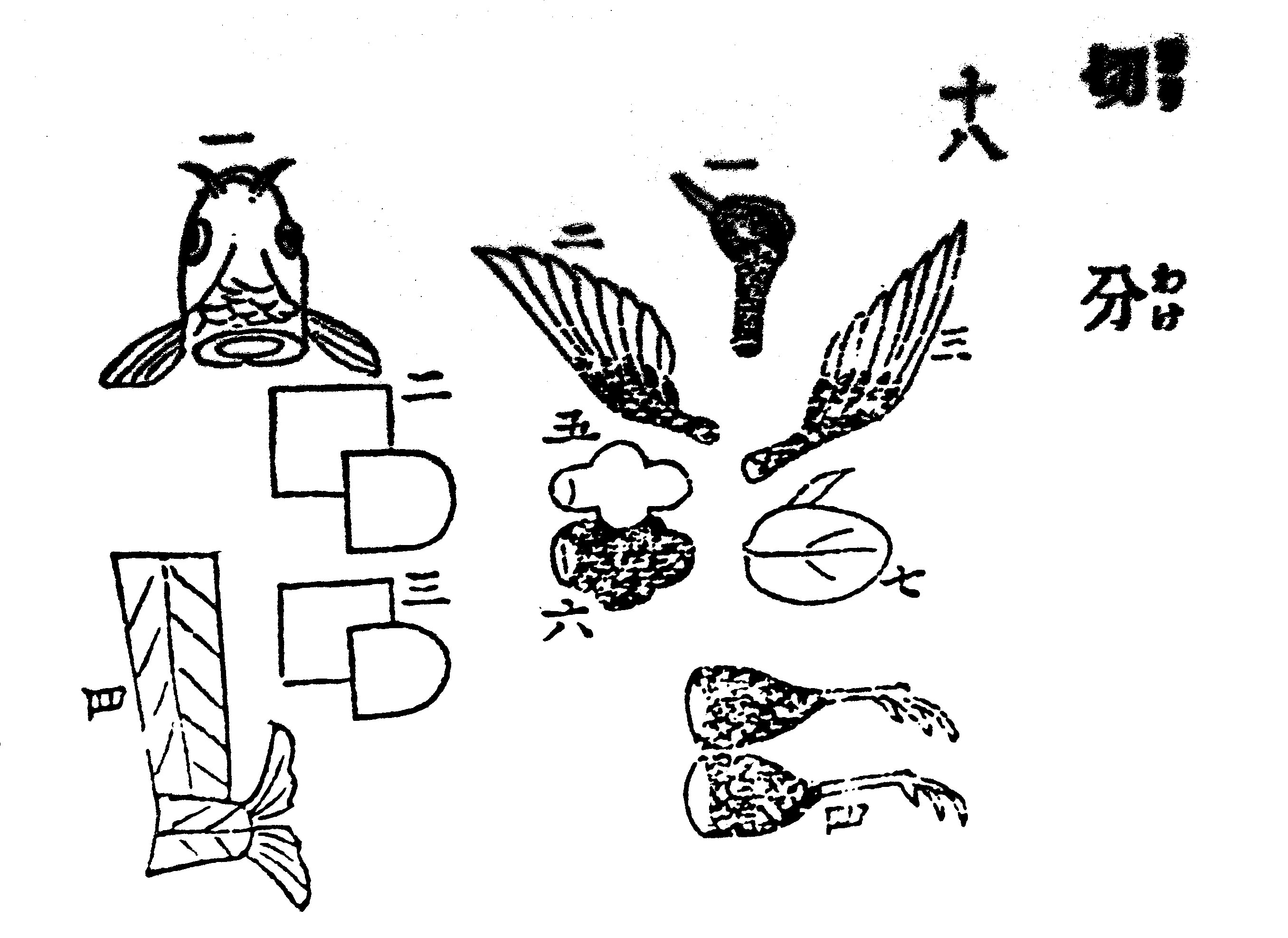
大草流切り分け図

江戸時代後期に集成された『群書類従』に所収されている大草流の相伝書には『大草家料理書』と『大草殿より相伝の聞書』があり、原典の成立年代は不明ながら、いずれも飲食部に所収されている。
『大草家料理書』は、中世の日本料理の様子を伝える書で､料理および饗応の雑事65ヶ条を伝え、具体的な調理法の記事も見られるが、やや故実に関する記事が多い。
『大草殿より相伝の聞書』は、飲食に関する諸事180条を掲載するが重複する記述もある。記事は料理をはじめとして魚鳥の取り扱い方。食膳の進め方など飲食の作法、その他多くの故実におよぶ。

## 庖刀式

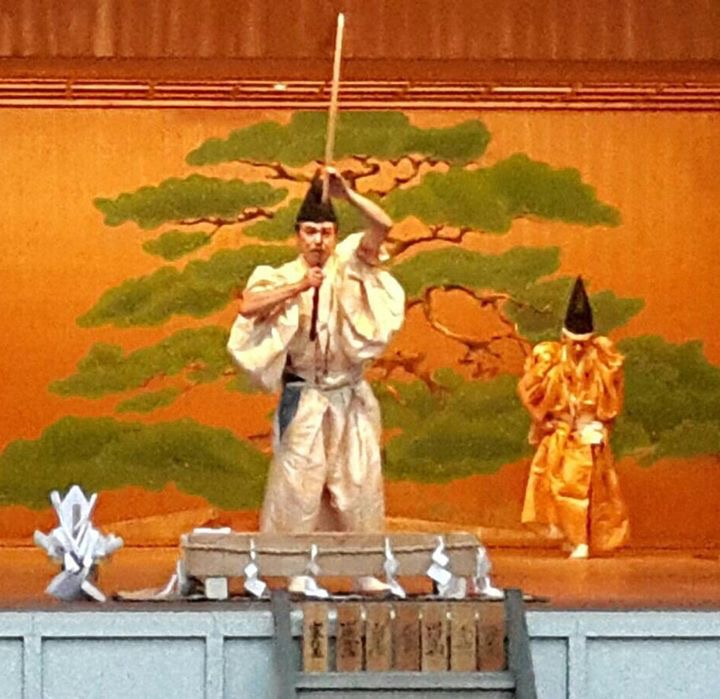

大草流庖刀式は厳粛な祈りの儀式で見世物ではない。儀式に参加した人々は、身分立場の違いこそあれ、決して観客ではなく参加者であり、それを正式には参禱者と言う。つまり共に祈る人たちなのである。今でも儀式人以外の参禱者たちにも何らかの役目を求める事は多く残っている。例えば黙祷である。黙祷では、黙祷を求める人も、求められる人も皆参加者であり、観客は存在しないのである。
かつては庖刀式だとか庖丁式とか言う言葉はなかった。ただ、儀式における庖丁の作法が伝わってきただけである。その儀式と言うのは、決して庖刀式ではない。一つの儀式張った行事である。その行事の中の一部分に庖丁人の役目があり、その時その時の作法次第の事を後になって庖刀式と呼んでいるに過ぎない。大草のその行事の中で、最も大切なものとして祈り、つまり奉禱の主旨があり、それを念頭に置かないと大草の儀式は誤解を招く。大草の庖刀作法の一部分だけを取り上げれば、間違いなく庖刀の儀式作法だから庖刀式と言うのも、あながち間違いではないが、室町時代の古文書を紐解いても庖刀式と言う言葉は出てこない。大草の庖刀式は、細かい孤儀と言われる儀式が組み合わさって一つの庖刀式になっている。では、庖刀式は幾つの弧儀によって成り立っているかと言うと、基本的には五つの弧儀が組み合わさってできている。一般的には、それが庖刀式だと思われている部分も庖刀ノ儀と呼ばれる一つの弧儀でしかない。しかし、この部分は庖丁人である以上、最も重要である。色々な弧儀のうち、他の部分が省かれる事があっても、庖刀ノ儀は省かれる事はなく、庖刀ノ儀は大草儀式の主要部分である。その庖刀ノ儀もまた、さらに細分化される。庖刀ノ儀は大きく三つの部分からなる。初めの部分を「かかり」と言う。真ん中の部分を「庖刀」と言い、神仏への供物を庖刀でもって捌く。最後の部分は「おさめ」と言い、その捌かれたものを捧げて式具を納めて終わる。
大草の伝承にある花の御所での祈り事は、猿楽狂言の影響も受け、高度な納式形態が練られた時もあったと言う。基本的な儀式構造の原型はこの時期に固まったと言われる。しかし、ある時点で時代を同じくしたとは言え、猿楽狂言と徹底的に違うのは観客の有無である。猿楽狂言には、必ず観客が存在したのに対し、大草儀式に観客と言うものは存在しなかった。
庖刀式は、鯉、カツオ、キジなどを庖丁刀と真魚箸（まなはし）を使い、一切手を触れることなく捌くもので81の手がある。また、捌いた後の切り身の置き方にも種類があり、その座の趣向や吉凶などに合わせて組み合わせを変える。

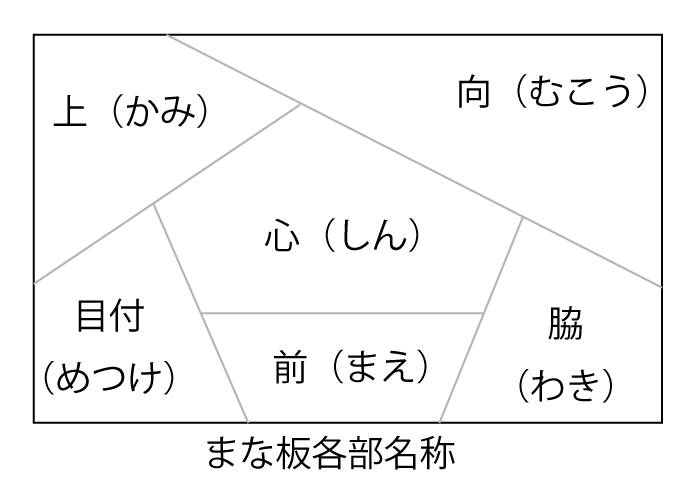

まな板は、漢字で俎板などとも書くが大草流では盤（ばん）と言い、元来、一木造りのまな板で朴、柳、檜で作られた盤を使用する。大草流は神仏分離前の神仏習合時代に確立したため、密教や修験道、時宗、神道との関連も深く、式の最中に呪文を唱えたり、声を出さず念じたりもする。
呪文の一例
「沙伐応 さばおー 沙伐応 さばおー 美蓮護霊施 みれごれせ 反多迷里 はんためり 護霊施 ごれせ 畝蓮般汰 むれはんた 道道多羅里 とうとうたらり 道多羅里 とうたらり」

この他、諏訪大社の真言を唱える例などがある。
大草流では「真」、「行」、「草」の三つの型（三才）がある。
真の型は神社仏閣、またはそれに匹敵する正式な場所で行うもので、装束も古式に則って行われる。その伴奏音曲は必ず雅楽とされ、曲目も「越天楽」や「平常楽」、少しくだけて「太食調」などが主だが、その時の主旨（つまり三則五応・・・時、場所、場面。何を、いつ、どこで、なぜ、どのようにして。）によって一様ではない場合もある。その動作、姿勢は隠陽の構え、日月のさばきなど種々決まっており、ほとんどその型通りに行われる。
行の型は「真」より派手な型で、一般行事や宴席などで行うことを許されるのはこの型が多い。その動作は、庖士によりその時々の創作が多少加えられてもよい事になっている。装束は「真」における装束でもよく、また十文字袴でもよく、草の型の和服でもかまわない。音曲も必ずといった規定は「行」にはないが、正式な雅楽は真の型以外では使ってはいけないことになっている。草の型には原則として介添えがなく、庖丁運び、三方供えも一人で行い、装束も、もっとも簡単な和服にたすき掛けということになっている。「草」の音曲は筝曲が多いが、時によっては詩吟で行われることもある。また、音曲なしという場合もある。
以上、三つの型にそれぞれ「真」、「行」、「草」の三つの型があり合計九つの仕分けになる（三才九式（さんさいこのしき）)。庖刀式に使われる食材は魚、鳥、野菜であるが、これは真行草と関係なく用いられる。
盛載（せいさい）は、盛り付けの事で名称には、「久遠の鯉」とか「光琳の鳥」などのように、三方（または盆、台等）へ盛った形が一つの字になることから来るもの、「飛龍の鰹（行、草のみ）」などのように、盛られたその形そのものが一つの意味を持つもの、「山沢の菜」、「荒磯の慶」のように材料の取り合わせに意味を持つもの、目的（供養等）から来る名称等、その他様々ある。
庖刀式の動作、振りは「構（カマエ）、決（キメ）、裁（サバキ）、断（タチ）、法（ハコビ）」の五か法に分かれ、各々がまた数多くの型を持ち、更に、突（ツキ）、引（ヒキ）、滑（ナメリ）、掛（カケ）、返（カエシ）、捻（ヒネリ）などが絡み、いくつかが組み合わさって一つの小さな儀式が形成される。それを「コギ（弧儀または孤儀と書く）」という。そのような「弧儀」がさらにいくつか組み合わさり、それらが流れるように続けて行われて初めて一つの庖刀式になるのである。
まな板各部の名称は図の通り言うが、心、上、向、目付、脇、前を総称して、一心五位と言う。
大草流には家元という言い方はなく頭家（とうや）と呼んでいた。また、それとは別に式主（しきす）という言い方もあるのだが、これは単体の行事式典の頭目という意味である。

## 伝書『牽牛勒法』
| 牽牛勒法（けんぎゅうろっぽう） 当流供養包丁のうち蓮を扱う型九つあり、特にこの型はその季を七夕より盆明けまでを本位とすなれど別に供養事の旨を語りはざるものなり。勒法は常に包丁というより彫り刻むという旨にてなすべし。俎支度は草の型にてなすべきものなれど、次第によりては真の型にて許さることあり。 式次第 常のごとく真の礼より始むるべし、鞘はらいは素返しにてすぐさま陰に構へて向一文字に突くなり。転刃のち斬俎の法、陽にて為し昭仁に構へつむ、ただちに前一文字に突きて根生の構えにて箸を執るなり、その構えの箸を組みて大きく崩斬光横一文字に決めるべし、三稜法は崩しの法なり。 まづ向にむけて天にあげ定騎直にて騎走は上手に突くべし、鳥瞰を決めて箸を立てん。 包丁の儀は落帆風の裁きより崩雲際の裁きにて為し疎瞰にてまとめ、その詳細図は別巻図にて伝う、要は牽牛の意なるが星と伝う彫り刻まれしその勒（ほり）の様を以って伝はりしものなり。盛裁もその様を以って為す常のごとく鳥瞰の法にて三方より重を受けてのち盛裁すなり、改敷の葉は蓮なり。式具（しぐ）より一をなして三方を改むるべし、箸を草法の裁きにて執り鳥瞰を決めるなり、兜角に構へて満天に突きて力強く臨座を為して龍峯にあげん騎走より双芽の構えにて昇剣なして砲剣に突くなり水月にまとめて前方浪閣に構へてのち式具浄（きよめ）に移るべし、まづ箸を浄して改めおきて鞘を執るなり包丁浄の日月本勝手より逆にはこび転刃にて刃改めなしてのち鞘おさめは陰の型にて終わる。 以上の型は草弧の箸裁きより鞘おさめに至る式具浄めのすべてに難あり。めりはりとは、勒（ほり）に心を配り静の中に風格のある序破急（ぢばきゅう）を求めるべし。 包丁の儀における勒法は素にして実ある法とすべし。勒（ほり）きれしのちのその様は艶と和を疎かにすべからず。 心をもとにての包丁事ゆへ、ゆめゆめ侮ることなかれ。 |

## 大草流の構え

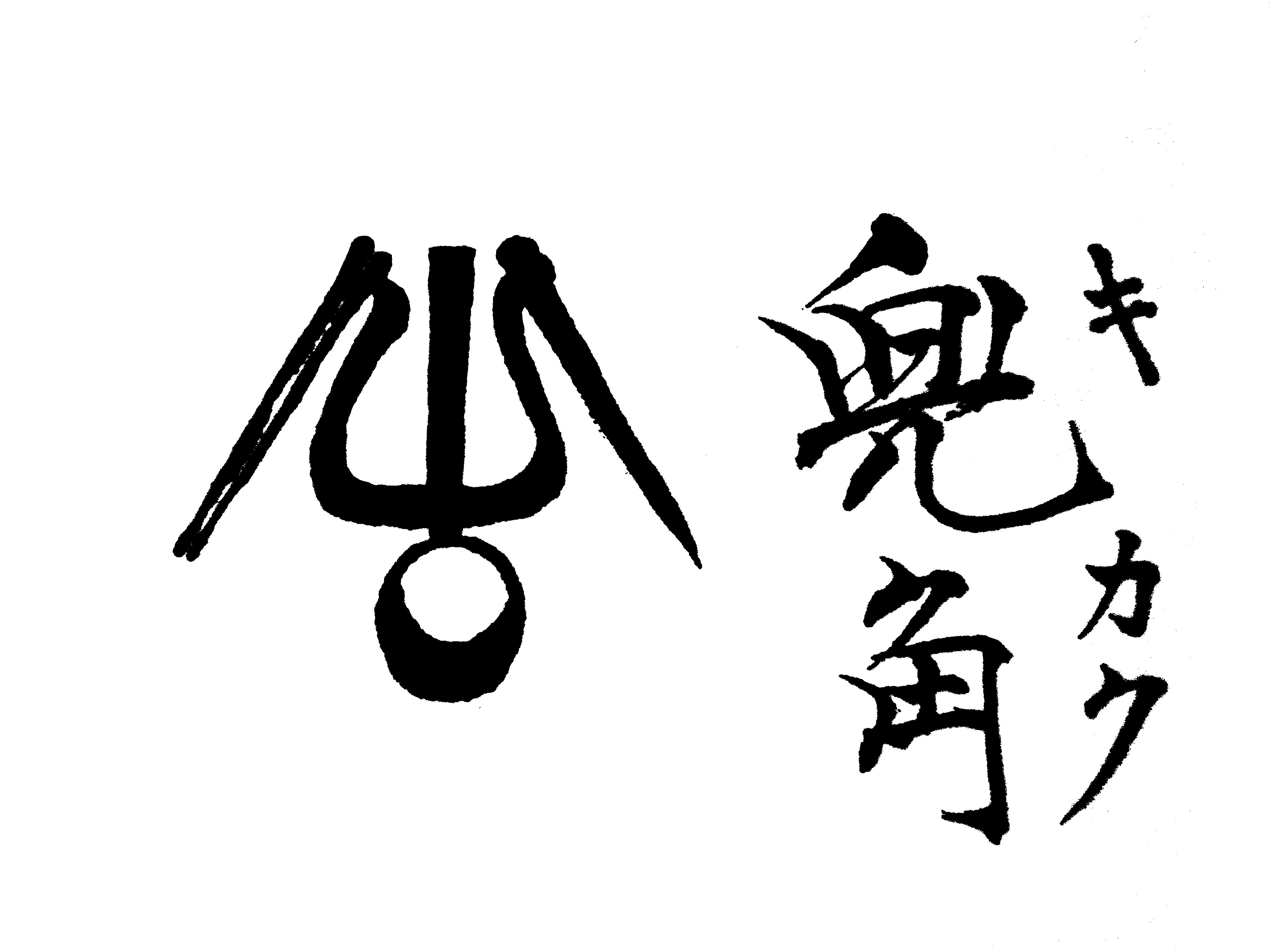
兜角の構え
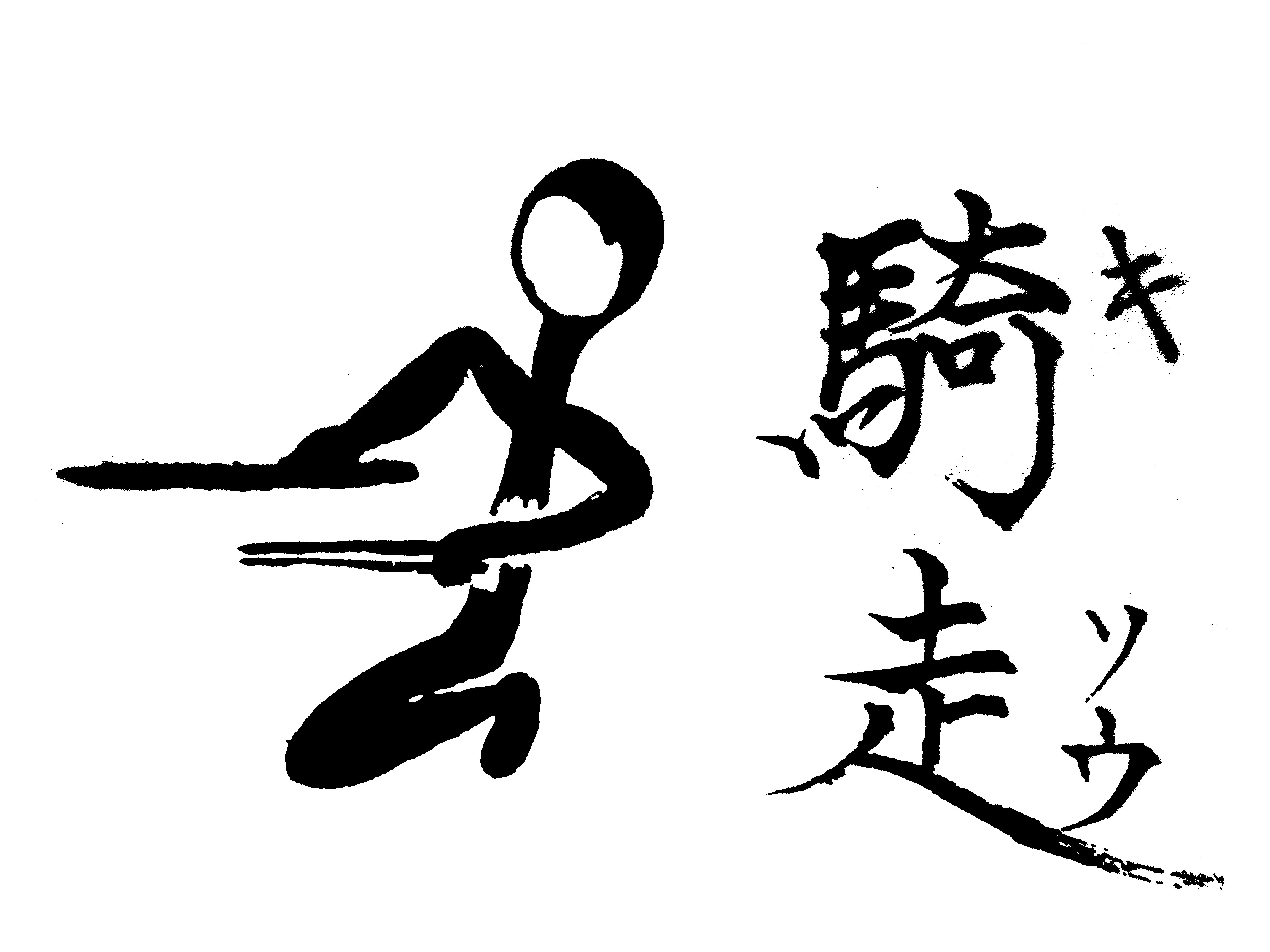
騎走の構え
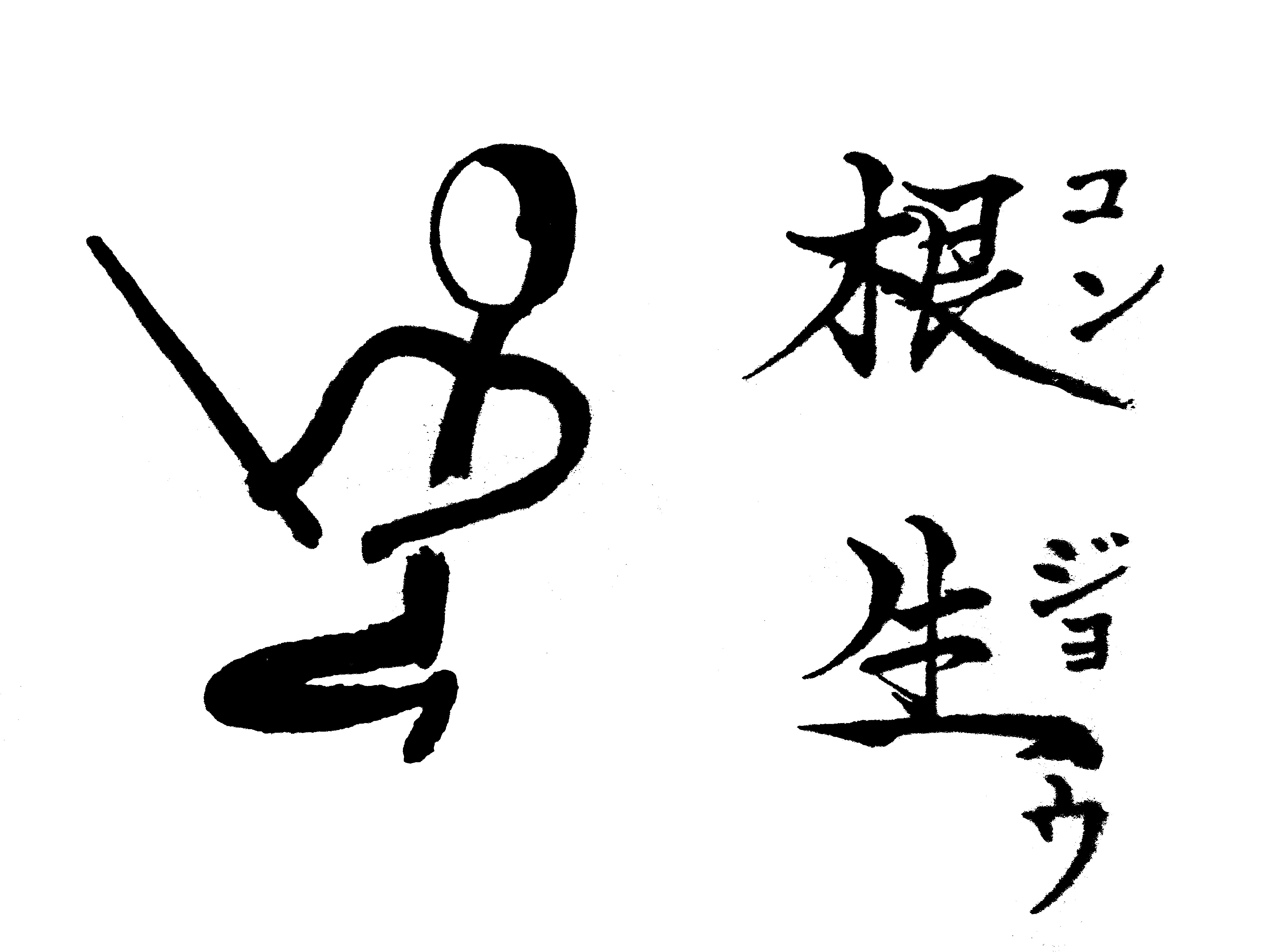
根生の構え
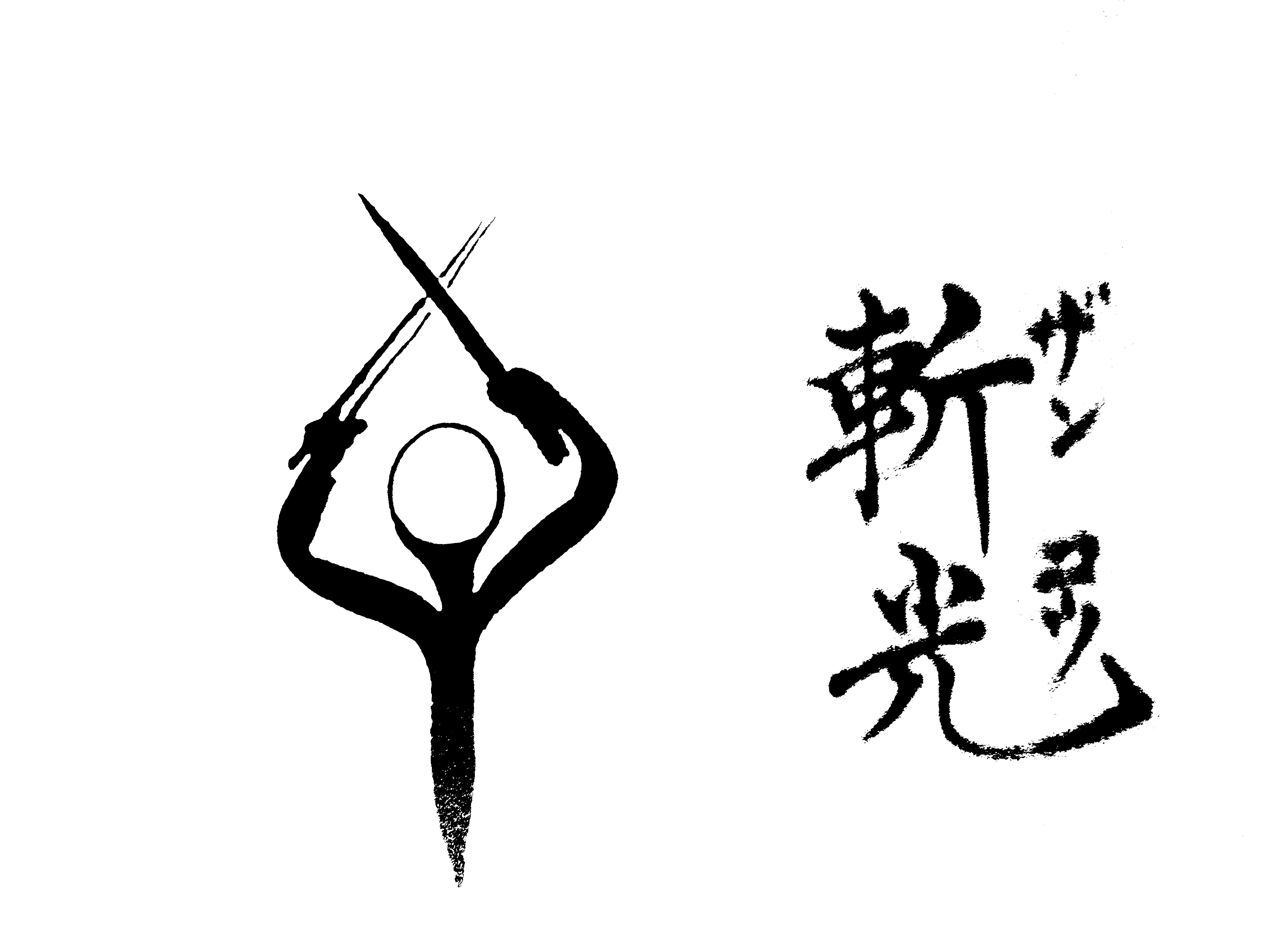
斬光の構え
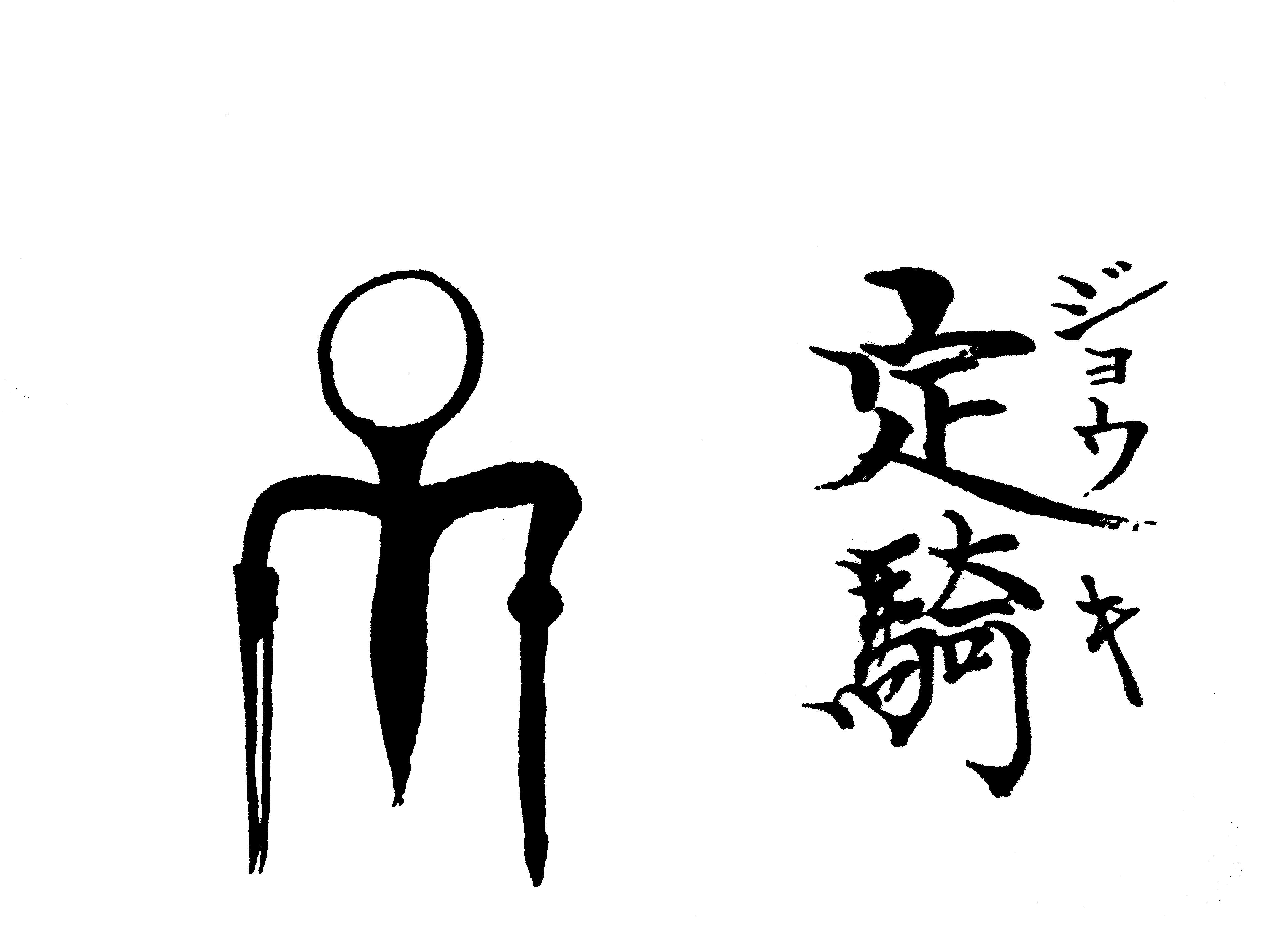
定騎の構え
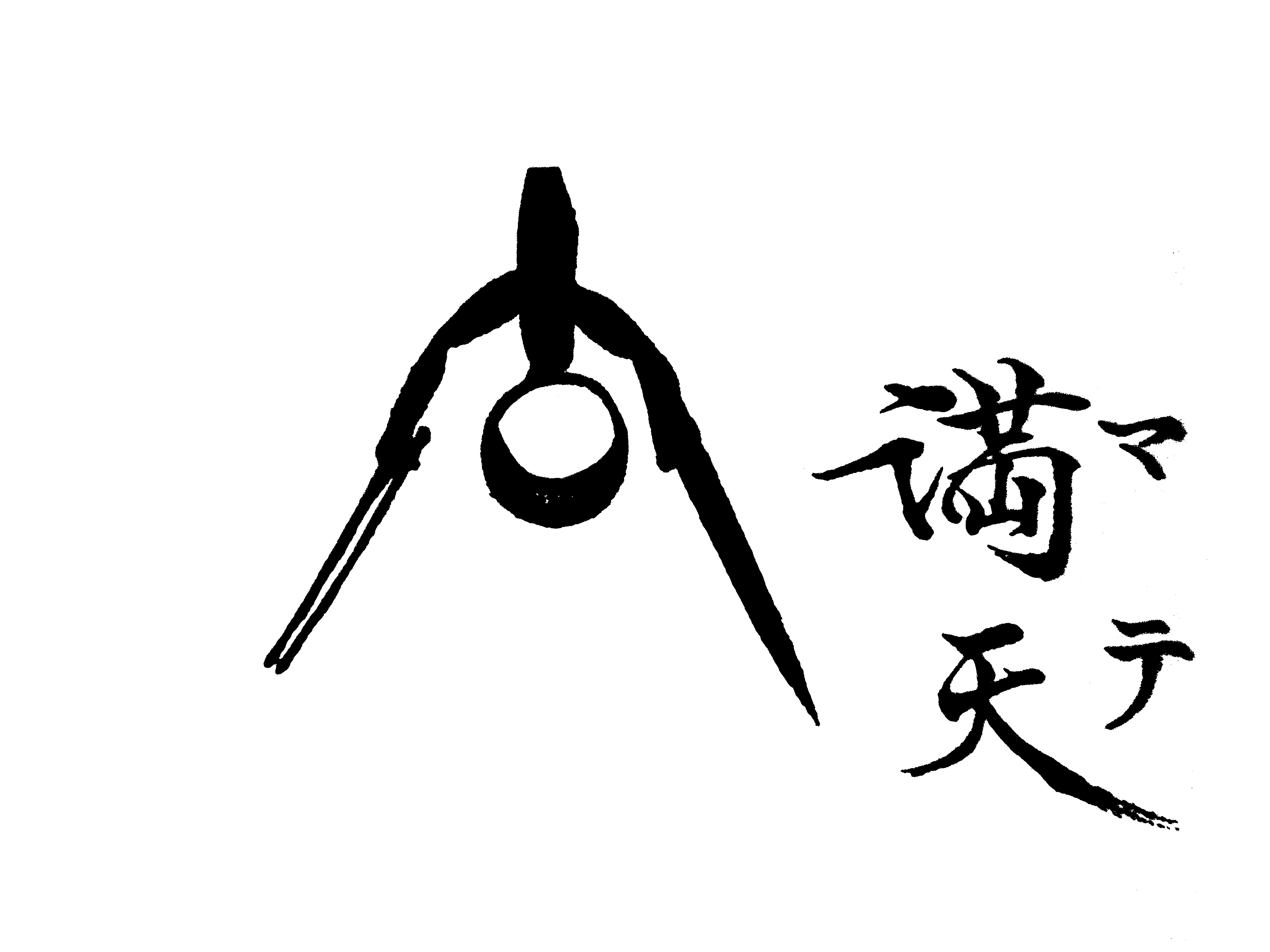
満天の構え
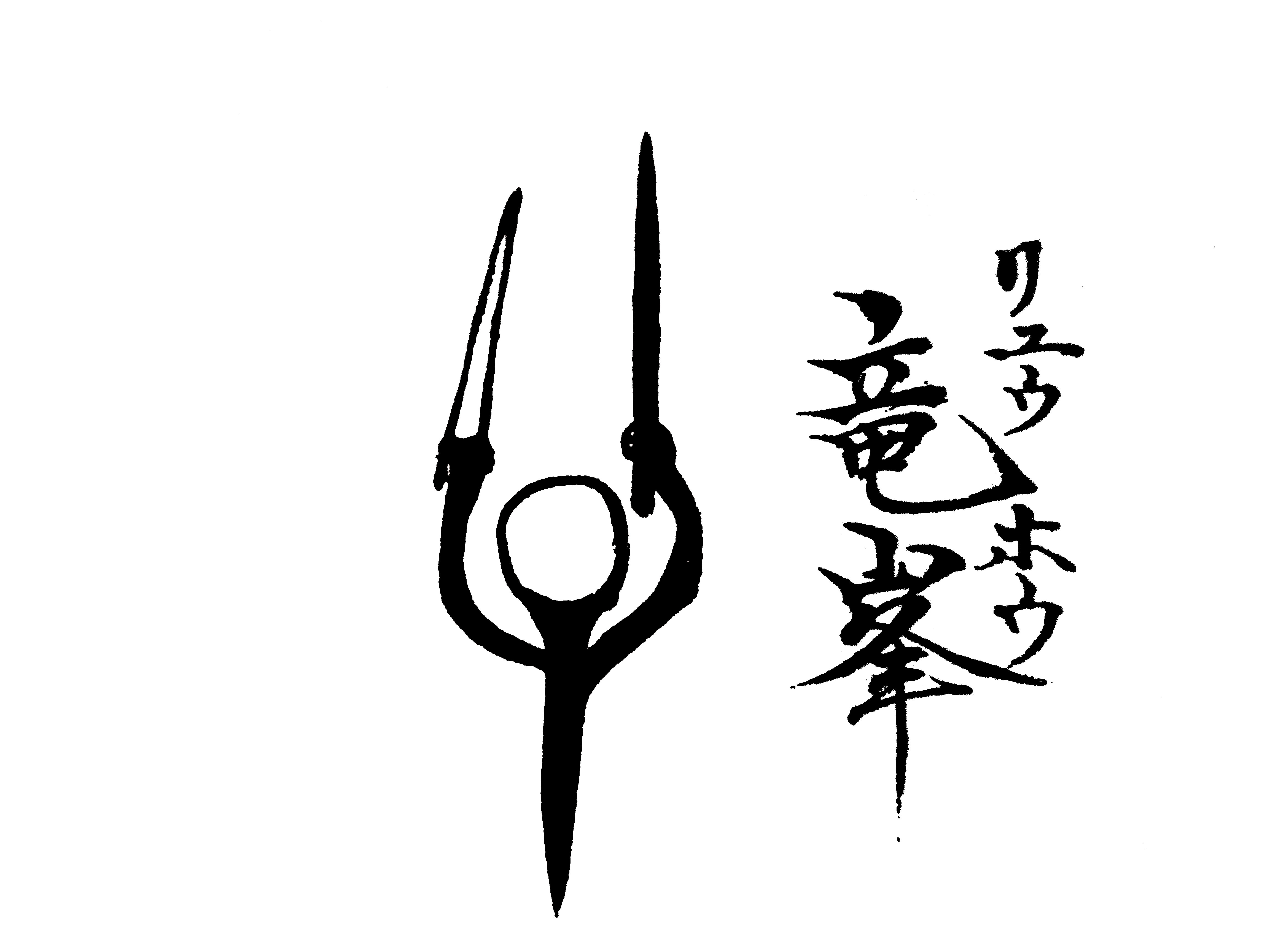
龍峯の構え
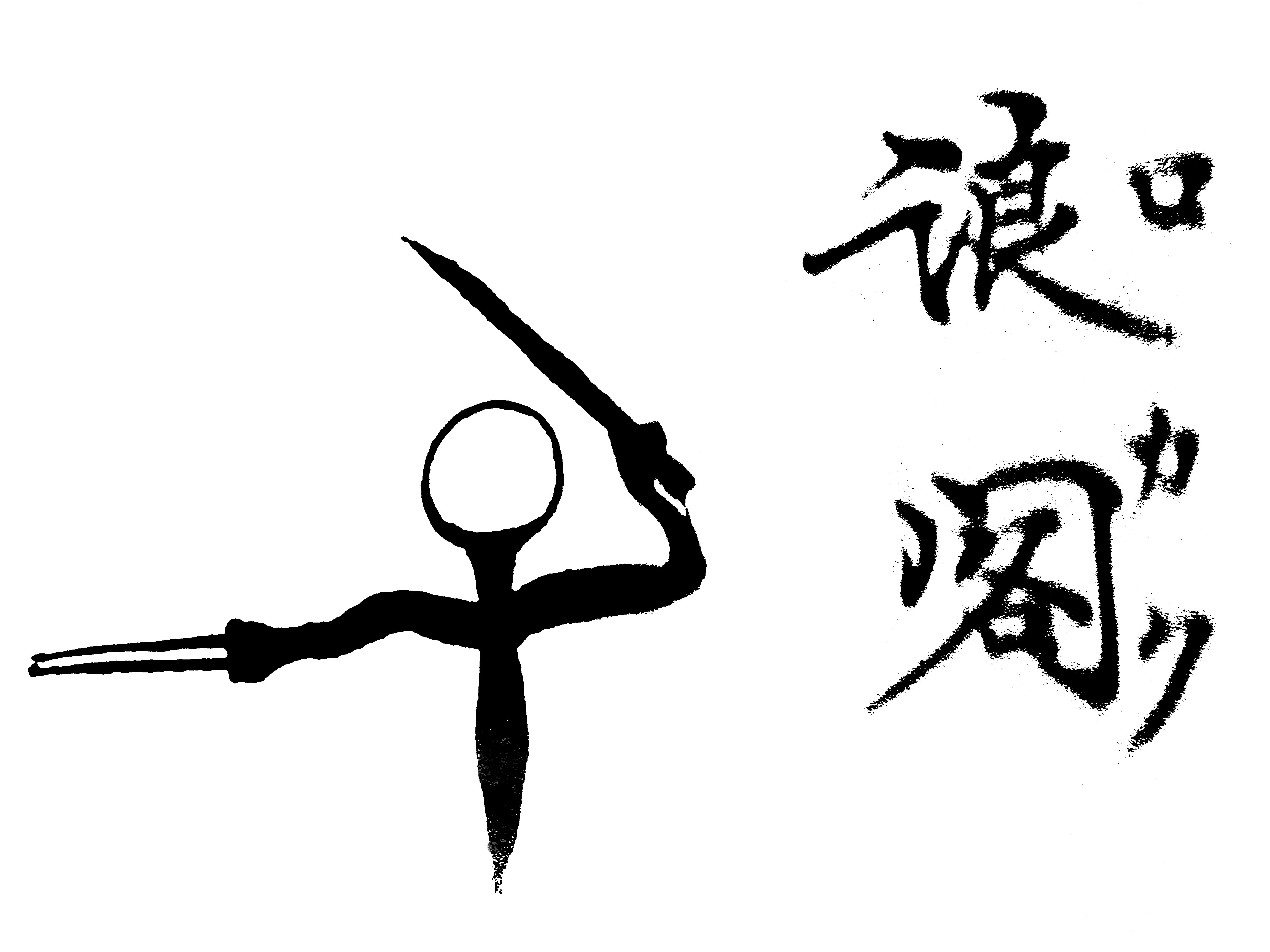
浪閣の構え
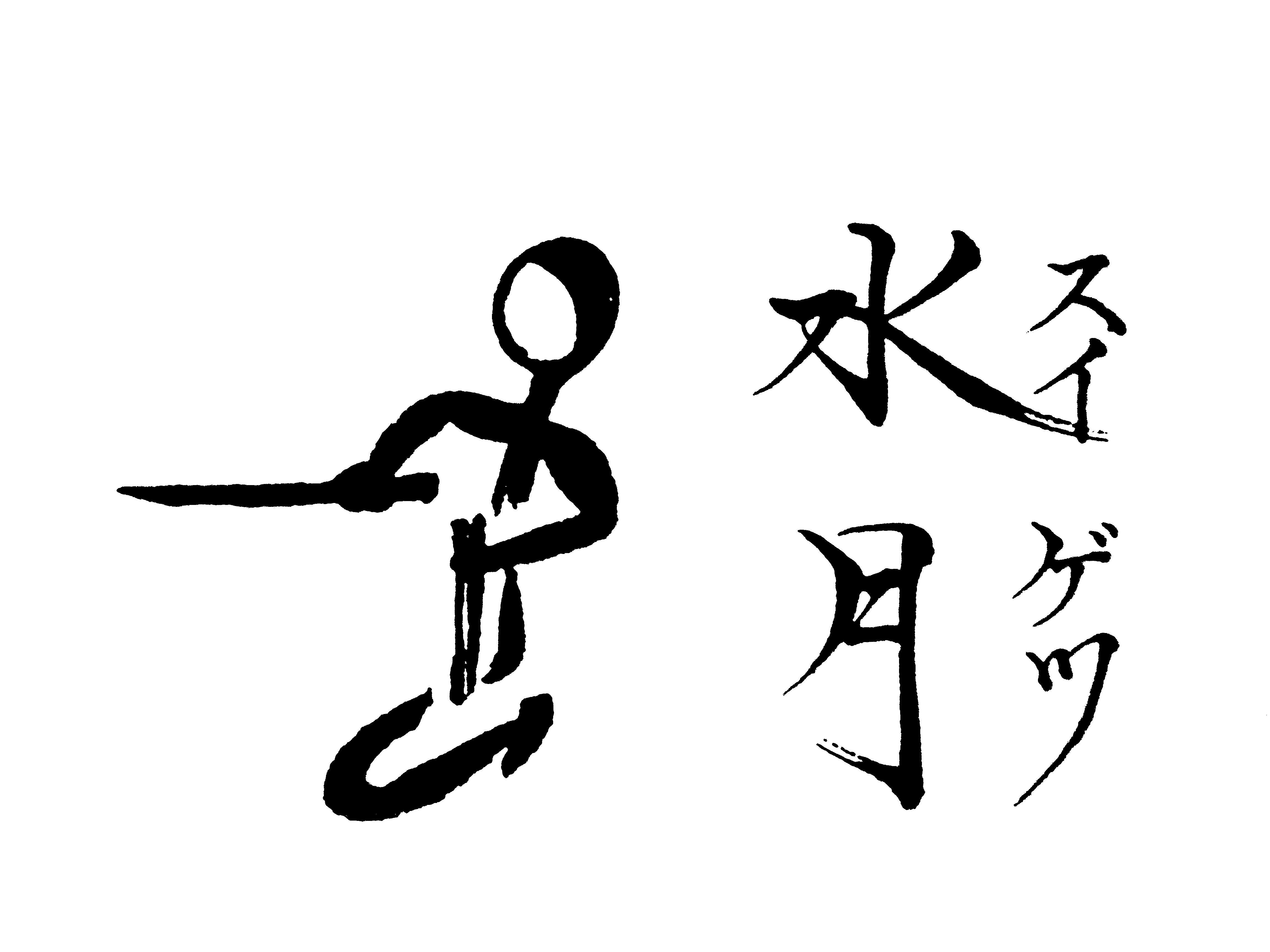
水月の構え
双芽の構え
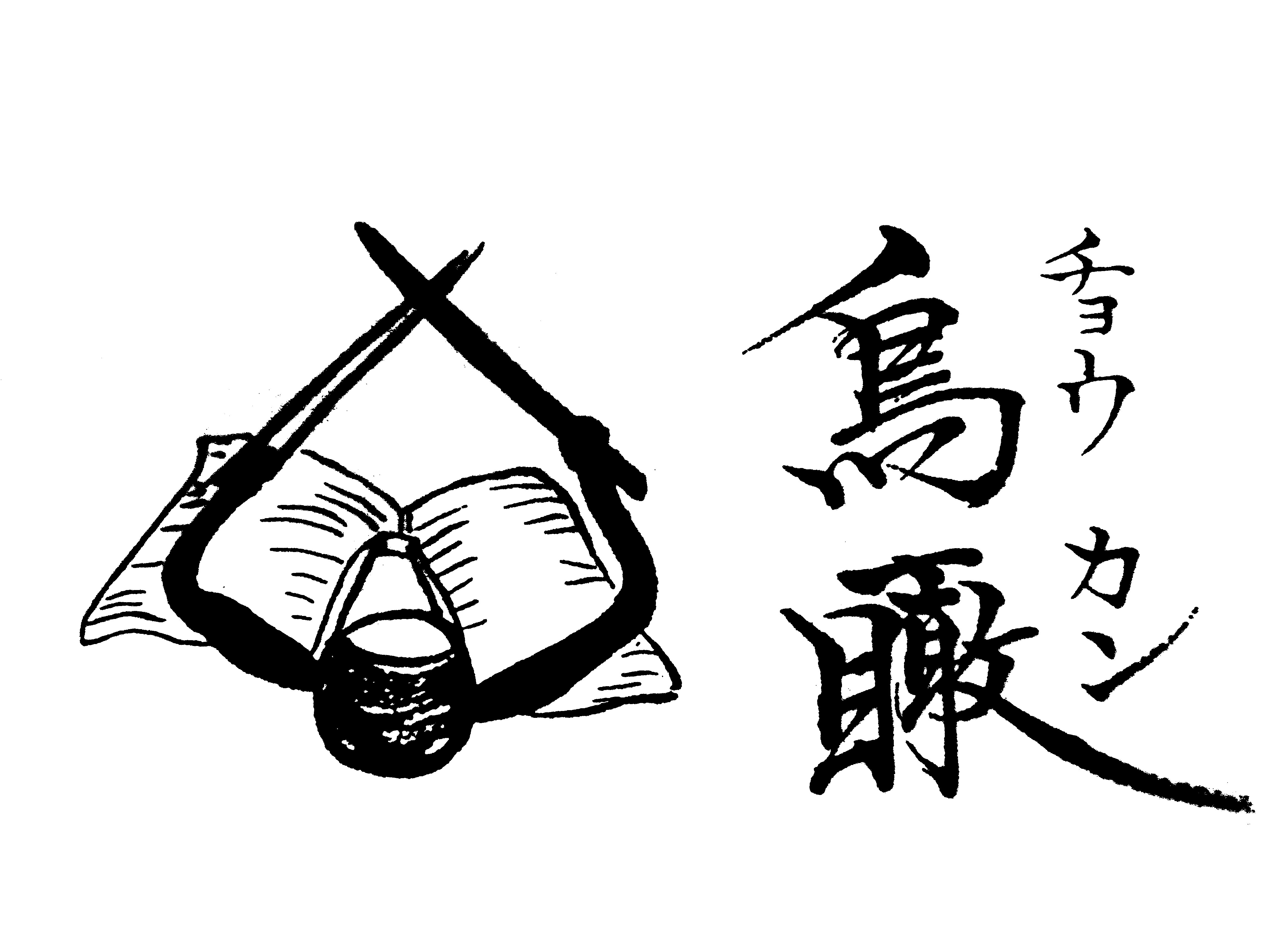
鳥瞰の構え
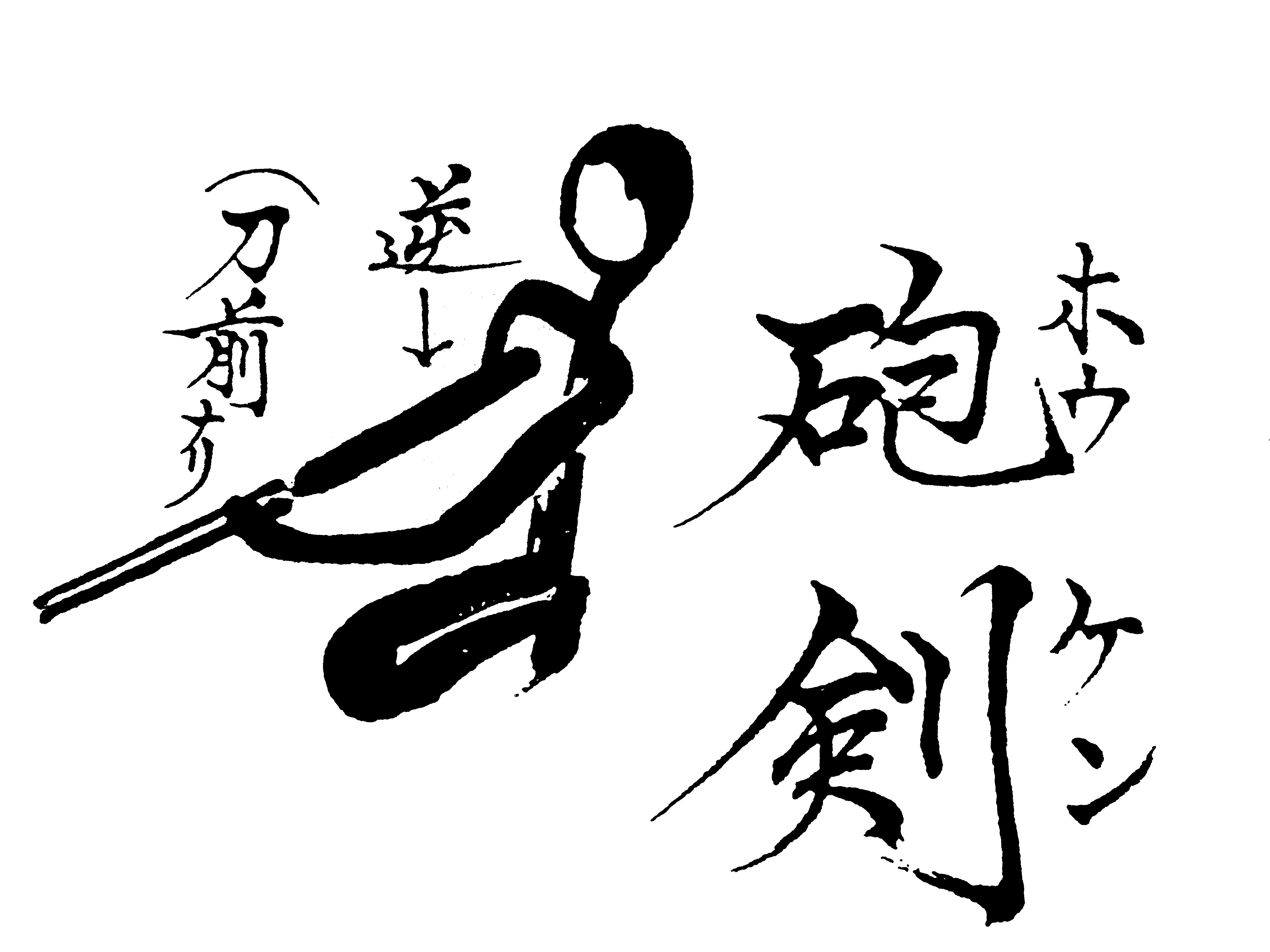
砲剣の構え
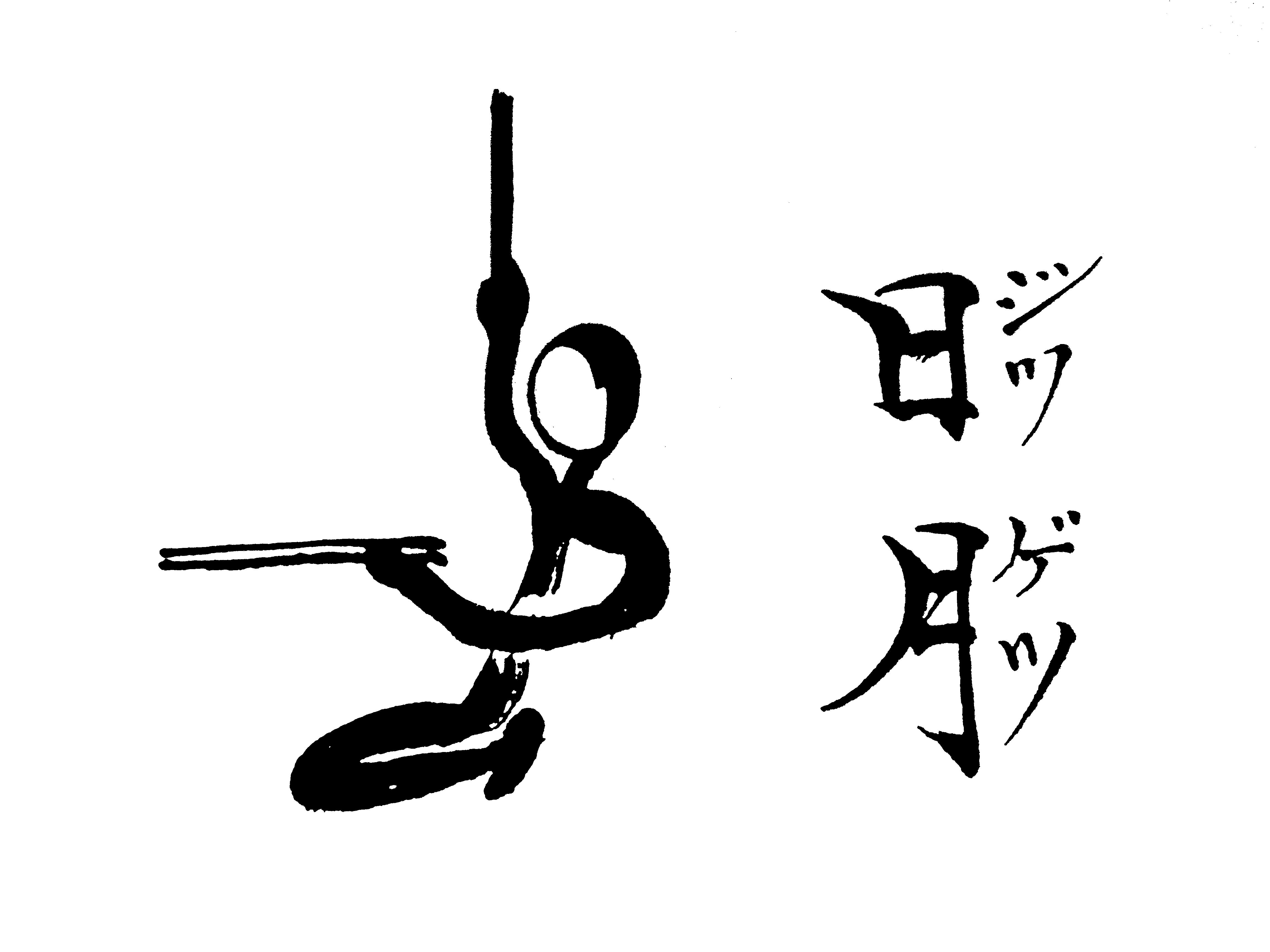
日月の構え
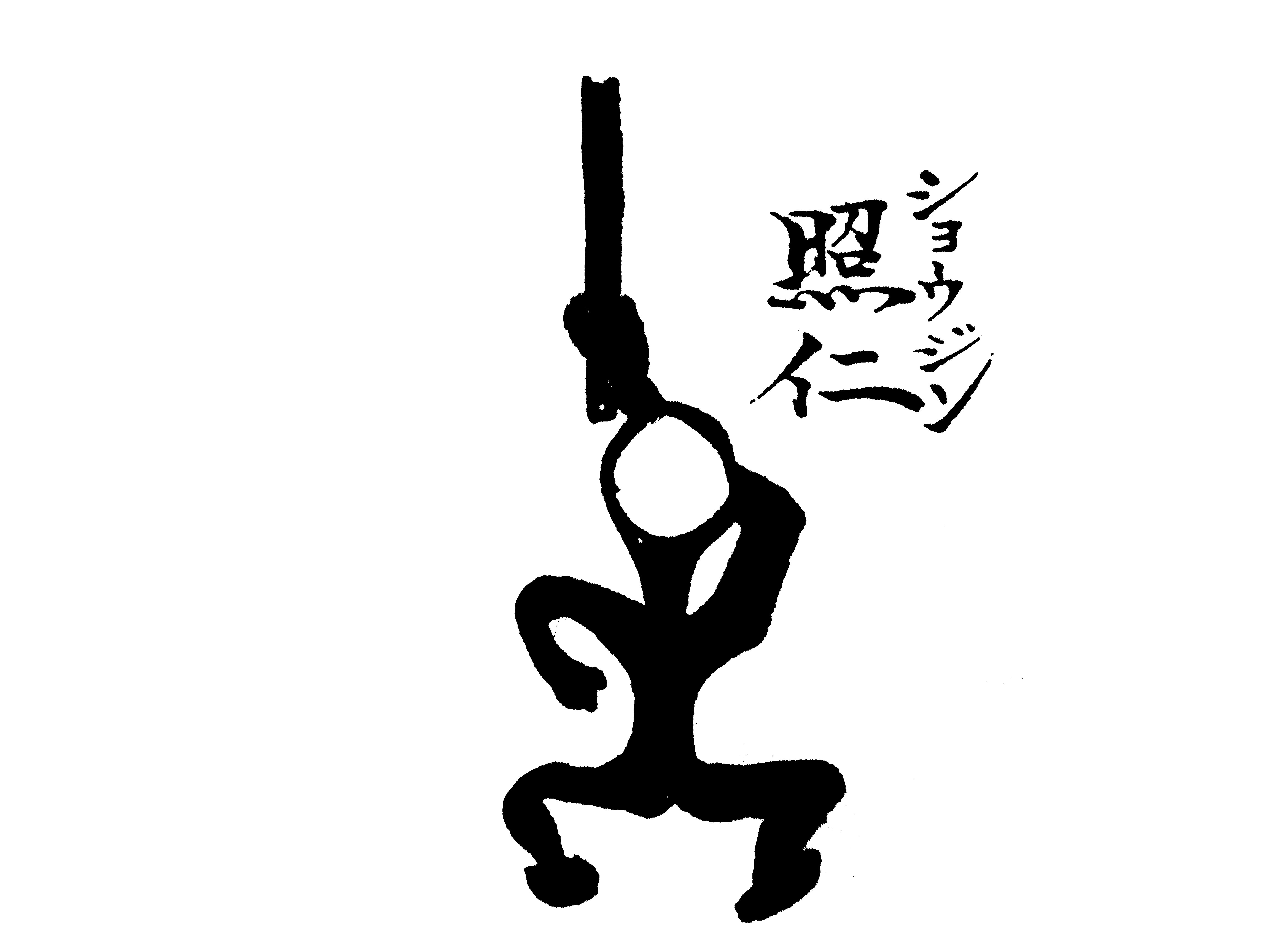
照仁の構え
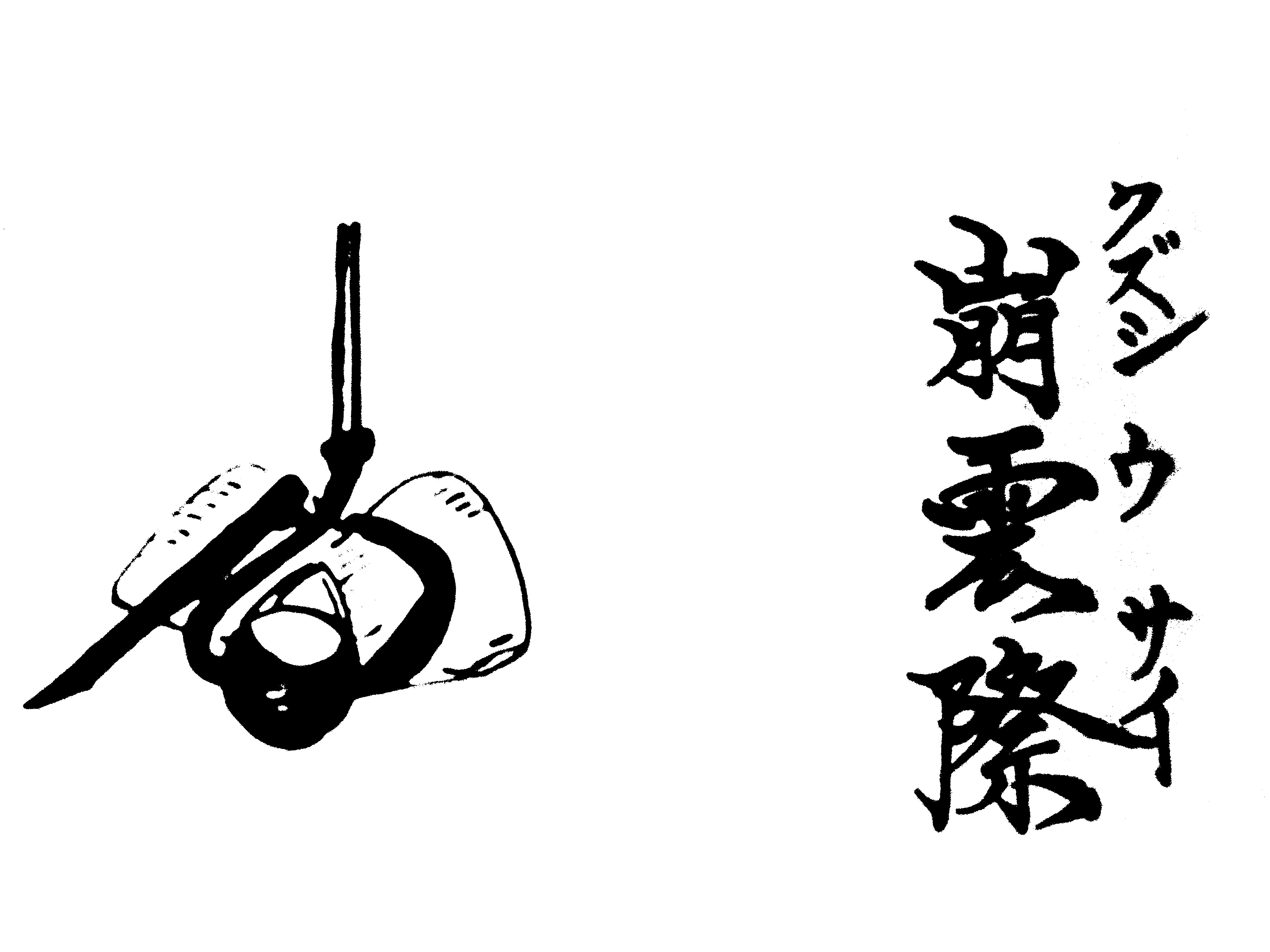
崩雲際の構え

## 式次第の順序
庖士のする庖刀ノ儀よりも前に、別な役目の者がいくつか色々な弧儀をする。しかし、この庖刀ノ儀は式次第でも最後の方である。式次第の順序、つまり順番と言うのは役目の順位に関係がある。最後に真打ちが出てくる落語や、中入り後に関取が取り組む相撲と比べればわかりやすいかもしれない。大草の儀式は儀式だから、そして日本の伝統であるから、まずその儀式の場を浄めなければならない。浄め事の仕方には色々あり、お祓いの様な事をする事もあるし、基本的には塩を撒く。この塩を撒く弧儀を省いたら大草の場合、儀式にならない。伝統にもならない。塩を撒く事を、場浄め、盤浄め、破魔塩打ちと言う。お祓いは、神事なら幣打ち、仏事ならアカ打ちと言う。次に、式具のうち、盤を浄めて、その点検の様な事をするが、これを盤改めと言う。その盤改を経た盤の上に、神仏への供物の鳥とか魚、そして庖刀と箸など式具を全部配置する。それを盤飾りと言う。次に、庖刀の刃に汚れはないか、研ぎ具合、切れ具合を点検する。それを刃改めと言う。そこで、やっと主役の庖丁士が出てきて庖刀ノ儀をするのである。その間には、まだまだ奉禱だとか生華など、色々な弧儀が入ってくるので、分かり易く列記すると次の様になる。
- 式の場を浄める
- 式具のお祓い
- 香を炊く
- 盤を浄める
- 盤を点検する
- 蝋燭に火を点ける
- 式具を取り次ぐ
- 華を生ける
- 式次第を読み上げる
- 改めて奉禱をする
- 刃を改める
- 庖士を迎える
- 庖刀ノ儀
- 捌いたものを盤の上に並べる
- 出来上がった供物を捧げる
- 式具を片付ける

・・・と言う具合である。実際には、この全ては行われない事もある。その時の主旨によって省かれるものもあるのである。

## 大草の座
大草で言う座とは、世間一般に言う座と意味は同じである。つまり、座る場所である。座布団の座であると思ってもらっても良い。庖刀式に限らず色々な公式とか格式張った儀式の場合、「誰がどこに座るのか」、その場合に応じて規め事がある。現代では椅子が用意され、腰掛ける事も多いが、座の理屈は一緒である。
　座を覚えるには、まず「上座と下座」がわからなければならない。それには、上手と下手から先に話をしよう。つまりは、自分を中心として左手の方が上手で、右手の方が下手である。
　さて、上手がもちろん上座である。上座は、自分より格上の人が座る席であり、下座はその反対である。この格上、格下と言うものは、かつては封建的な基準で考えた上下かもしれないが、大草ではもう少し深い意味合いで解釈している。決して身分の格差ではないと言う事をである。儒教からくる年齢の序列、礼儀からくる先輩、後輩の絆のあり方、組織上の機能からくる役目としての上下、そして立場の上下など、それを公式に表現したのが上座、下座であると、幅広く豊かに解釈すべきである。
　上座に対して最も必要なものは「敬意」であり、下座に対しては「思いやり」である。この事は、一番大事な事なので、しっかり理解して欲しい。　どんなに複雑な儀式でも、大草の場合、原点は全てこの「敬意」と「思いやり」の表現である。そして、機能としては礼儀と立場の構図でしかない。まかり間違っても差別のための上下関係ではないのだ。いずれにしろ、上座にはへつらい、下座には威張るなどと言う間違いは、するべきではない。へつらい威張る事ほど見苦しい事はないのである。もちろん特殊な場合だが常識的に見ても後輩であり、若輩であっても上座に座る場合がある。これは、お客様だとか、上座に座るべき人から信任を受けた代理人の場合である。お客様には歓待をし、代理人には敬意を表するのも、これまた礼儀である。まさに礼儀と立場の構図たるそれが、大草の座の所以である。

## 大草は式の流派
大草は本来、式の流派である。料理の流派だと言ってしまっては、あまりに意味が小さすぎる。式と言う言葉は、形式的には色々な決まり事という意味である。大草での決まり事と言うのは、一言で説明するのは非常に難しい。やはり、式の流派だとしか言いようがない。つまり色々な式を守り伝えて行く流派なのである。守ると言っても、ただ無考えに守るのではなく、そこには日本人としての一つの哲学が通底している。しかし、大草のそれは武士の世界のものである。だから武士のいなくなった現代では、表面的にそぐわない事も多いが、一方で、考え方や仕組みはこの現代でも立派に通用する。日本は、非常に長く武士の支配下にあった。だから、その間に武士階級の中だけであった習わしが、いつの間にか下々にまで浸透していったのであろう。一般庶民の間でも、ハレの場面では、それが典型的な仕来たりとなって執り行われる様になって行った。ハレの場面と言うのは、今でもそうだが、饗応が付き物である。饗応では必ず、儀式的に飲んだり食べたりするものである。だから饗応を取り仕切った庖丁人は、相当に幅広く色々な仕来たりについて精通していなければならなかった。今現在の日本でも、それが迷信だと分かってはいても結婚式は仏滅を避け、葬儀は友引を避けると言う具合である。儀式など、格式張った事となると、今でも必ず古来の決まり事が仕来たりとして、フッと蘇り我々の身近に現れてくるのである。大草の理論は、大草だけにしか通用しないと言う様な、狭っ苦しいものは一つもない。もちろん、庖刀式にしか通用しないと言う様な閉鎖的なものも一つとしてない。だから大草が分かってくれば本当は色々役に立つのである。料理が出来ると、料理が分かるとは違う事である。もちろん、分かるだけではダメである。出来なければお話にならない。出来て分かれば申し分ない。大草がこだわる料理人と庖丁人の違いは、そこなのだ。何事においても、理論と技術は車の両輪なのである。

## 岡本太郎の讃
| 伝統の保存に対して、私は反対の立場にいるものでは決してない。 むしろ歴史の遺産の中には口惜しいほど敬意を表せざるを得ないものがいくつもある。 しかし、伝統というものは、いつも形骸化の恐れと隣り合わせにいる。それが心配でならない。遺物と遺産は違う。 まして有形でなく「無形」のものであってみれば尚更、それは血が通っていなければならない。生きていた人間から、生きんとする人間へとそれは踏襲されてきた筈だから。 大草の包刀式は久々の、血の通った伝統のような気がする。たしかにこれはあまり優雅ではない。洗練されてもいないはずだ。 しかし生（なま）である。生きている。活きている。多分それは受け継がれたというより生きんが為にここまで来てしまったのであろう。 靖国神社では世界平和記念日を祈念して行われた。しかしこの包刀式は、決っして平和を謳歌したのではないだろう。もちろん平和に酔いしれたわけでもない。「願い」である。「祈り」である。 ひたすら平和を祈って、たぎるような何か、爆発を秘めた謹厳さ、とでも云おうか、言葉通りそれが大草の「奉禱」であってほしい。 儀式としては数少ない血の通った大草流の式次第と、このような伝統事では因襲上、多分、抵抗があったであろう若手伝授の改革と、そして包士らの将来にまずは拍手を贈りたい。 岡本太郎 |

## 大草流の手一覧
注）一部重複あり
| 手の名前   | 読み仮名         | 別称                 | 素材                   | 細目                                                     | 主旨                  |
| ---------- | ---------------- | -------------------- | ---------------------- | -------------------------------------------------------- | --------------------- |
| 勇名三手   | いさなさんて     |                      | クジラ                 |                                                          |                       |
| 移徒       | いづ             | ワタマシ             | 鯉                     |                                                          | 移封・引越            |
| 一刀       | いっとう         |                      | 鯉                     |                                                          |                       |
| 猪分       | いわけ           |                      | イノシシ               |                                                          |                       |
| 右近       | うこん           |                      | 鯉                     |                                                          | 感謝一般              |
| 鶉         | うずら           |                      | ウズラ                 |                                                          | 献饌                  |
| 馬揃       | うまそろえ       |                      | 鯉                     |                                                          | 新年                  |
| 鱗包       | うろこつつみ     |                      | 鯉                     |                                                          |                       |
| 鱏三手     | えいさんて       |                      | エイ                   |                                                          |                       |
| 英祥       | えいしょう       | 英翔（えいしょう）   | キジ                   |                                                          | 勝利祝                |
| 蝦三手     | えびさんて       |                      | エビ                   |                                                          |                       |
| 凰の手     | おうのて         |                      | ツル                   |                                                          | 祝賀全般              |
| 凰の手     | おうのて         |                      | マナガツオ             |                                                          | 献饌                  |
| 大鰔       | おおがれい       |                      | カレイ                 |                                                          | 献饌                  |
| 陰陽       | おんみょう       |                      | 鯉                     |                                                          | 予祝一般              |
| 神楽陰陽   | かぐらいんよう   | ホギ陰陽（いんよう） | 鯉                     |                                                          | 神事                  |
| 鰉三手     | かじきさんて     |                      | カジキ                 |                                                          |                       |
| 片手切     | かたてぎり       |                      | 鯉                     |                                                          |                       |
| 兜立       | かぶとだて       |                      | コチ                   |                                                          | 予祝全般              |
| 鰔三手     | かれいさんて     |                      | カレイ                 |                                                          |                       |
| 鹿分       | かわけ           |                      | シカ                   |                                                          | 予祝                  |
| 勢         | きおい           |                      | エビ                   |                                                          | 神前祈願一般          |
| 菊見       | きくみ           | 重陽（ちょうよう）   | 鯉                     |                                                          | 長寿祈願              |
| 雉八手     | きじはって       |                      | キジ                   |                                                          |                       |
| 吉翔       | きちじょう       |                      | 鯉                     |                                                          | 昇天祈願              |
| キの鰒     | きのあわび       |                      | アワビ                 |                                                          | 神事                  |
| 馗龍       | きりゅう         |                      | 鯉                     |                                                          | 端午                  |
| 漁座       | ぎょざ           |                      | カツオ                 |                                                          | 勝利祝                |
| 禽三手     | きんさんて       |                      | スズメ・ウズラ・ツグミ |                                                          |                       |
| 久遠       | くおん           |                      | 鯉                     |                                                          | 永遠祈願              |
| クビラ     | くびら           |                      | トビウオ               |                                                          | 地鎮                  |
| グンダリ   | ぐんだり         |                      | ツル                   |                                                          | 祝賀全般              |
| 牽牛       | けんぎゅう       |                      | ハスネ                 |                                                          | 盆迎え 星に対する祈り |
| 玄武       | げんぶ           |                      | 鯉                     |                                                          | 祈願一般              |
| 元服       | げんぷく         |                      | 鯉・カツオ             | 初冠（ういかん）・烏帽子着（えぼしぎ）・袴着（はかまぎ） | 成人式                |
| 捲龍       | けんりゅう       |                      | 鯉                     |                                                          | 予祝一般              |
| 広目       | こうもく         |                      | キジ                   |                                                          | 治山治水              |
| 光琳       | こうりん         |                      | ツル                   |                                                          | 祝賀全般              |
| 曲水       | ごくず           |                      | 鯉                     |                                                          | 春・歌詠              |
| 五行       | ごぎょう         |                      | 鯉                     |                                                          | 祈願全般              |
| ゴザンセ   | ござんせ         |                      | ツル                   |                                                          | 祝賀全般              |
| 御前       | ごぜん           |                      | 鯉                     |                                                          | キの前で              |
| 五刀       | ごとう           |                      | 鯉                     |                                                          | 祝全般                |
| 五弁       | ごべん           |                      | ボラ・コチ             |                                                          | 祝い                  |
| 五弁華饌法 | ごべんかせんぽう |                      | スズキ・ボラ・コチ     |                                                          |                       |
| 金剛       | こんごう         |                      | ツル                   |                                                          | 祝賀全般              |
| 山海       | さんがい         |                      | ウド・昆布             |                                                          | 祈り全般              |
| 三刀       | さんとう         |                      | 鯉                     |                                                          | 祝一般                |
| 四季       | しき             |                      | 鯉                     |                                                          | 多目的                |
| 持国       | じこく           |                      | キジ                   |                                                          | 大納・完成祝          |
| 宍分       | ししわけ         |                      | イノシシ               |                                                          | 戦勝祈願              |
| シダラ     | しだら           |                      | トビウオ               |                                                          | 治山                  |
| シャタギリ | しゃたぎり       |                      | クジラ                 |                                                          | 本祭                  |
| 祝言       | しゅうげん       |                      | 鯉                     |                                                          | 婚礼                  |
| 十干       | じゅっかん       |                      | ボラ・エイ             |                                                          | 年賀                  |
| 出陣       | しゅつじん       |                      | カツオ                 |                                                          | 必勝祈願              |
| 昇龍       | しょうりゅう     |                      | 鯉                     |                                                          | 昇進祝                |
| 朱雀       | すざく           |                      | 鯉                     |                                                          | 祝儀                  |
| 雀         | すずめ           |                      | スズメ                 |                                                          | 献饌                  |
| 簾包       | すつつみ         |                      | 鯉                     |                                                          | 賓客歓迎              |
| 船上       | せんじょう       | 船中（せんちゅう）   | 鯉                     |                                                          | 春夏                  |
| 船上       | せんじょう       | 船中（せんちゅう）   | カツオ                 |                                                          | 勝利祝                |
| 千年の鶴   | せんねんのつる   |                      | ツル                   |                                                          | 貴人に対する長寿祝    |
| 潜龍       | せんりゅう       |                      | 鯉                     |                                                          | 意固め                |
| 増上       | ぞうじょう       |                      | キジ                   |                                                          | 開業・開通            |
| 双龍       | そうりゅう       |                      | 鯉                     |                                                          | 調印式                |
| 蛸八手     | たこはって       |                      | タコ                   |                                                          | 献饌                  |
| 蛸分       | たこわけ         | 章魚分（たこわけ）   | タコ                   |                                                          | 献饌                  |
| 多聞       | たもん           |                      | キジ                   |                                                          | 宣戦                  |
| 檀紙包     | だんしつつみ     |                      | 鯉                     |                                                          | 献饌                  |
| 智拳       | ちけん           |                      | キジ                   |                                                          | 供養・報恩            |
| 重印       | ちょいん         |                      | エイ                   |                                                          | 和睦祝                |
| 長命       | ちょうめい       |                      | 鯉                     |                                                          | 齢重ね                |
| 跳龍       | ちょうりゅう     |                      | 鯉                     |                                                          | 祭事                  |
| 月見       | つきみ           |                      | 鯉                     | 観月（かんげつ）・月待（つきまち）                       | 月に対する祈り        |
| 鶫         | つぐみ           |                      | ツグミ                 |                                                          | 献饌                  |
| 鶴八手     | つるはって       |                      | ツル                   |                                                          | 長寿祝                |
| 年祭       | としまつり       |                      | マス                   |                                                          | 齢重ね                |
| 鱏三手     | とびうおさんて   |                      | トビウオ               |                                                          | 祭事                  |
| ナギラ     | なぎら           |                      | カジキ                 |                                                          | 海運                  |
| 名吉八手   | なよしはって     |                      | ボラ                   |                                                          | 昇進祝                |
| 二刀       | にとう           |                      | 鯉                     |                                                          | 雨乞い                |
| 年賀       | ねんが           |                      | エイ                   |                                                          | 正月                  |
| 瀑龍       | ばくりゅう       |                      | 鯉                     |                                                          | 厄払い（バサラ）      |
| 花見       | はなみ           |                      | 鯉・マス               | 観桜（かんおう）・梅見（うめみ）                         | 春                    |
| 破魔打     | はまうち         |                      | ボラ                   |                                                          | 厄払い                |
| 蟠龍       | ばんりゅう       | 幡龍（ばんりゅう）   | 鯉                     |                                                          | 威嚇                  |
| 飛龍       | ひりゅう         |                      | 鯉                     |                                                          | 諸事祝                |
| ビカラ     | びから           |                      | トビウオ               |                                                          | 上棟                  |
| 鰭立       | ひれたて         |                      | 鯉                     |                                                          | 完成祝                |
| 分灌       | ふかん           |                      | ウド                   |                                                          | 蘇生願い              |
| 分潮       | ふちょう         |                      | カツオ                 |                                                          | 各種出発祝            |
| 賦潮       | ぶちょう         |                      | カツオ                 |                                                          | 海運・出船            |
| 方才       | ほうざい         |                      | カツオ                 |                                                          | 船出祈願              |
| 鳳の手     | ほうのて         |                      | マナガツオ             |                                                          | 献饌                  |
| 鳳の手     | ほうのて         |                      | ツル                   |                                                          | 祝賀全般              |
| 蓬莱       | ほうらい         |                      | 鯉                     |                                                          | 長寿祈願              |
| 反龍       | ほんりゅう       | 奔龍（ほんりゅう）   | 鯉                     |                                                          | 鼓舞                  |
| 真薦包     | まこもづつみ     |                      | 鯉                     |                                                          | 献饌神事              |
| マゴラ     | まごら           |                      | カジキ                 |                                                          | 海運                  |
| 鱒三手     | ますさんて       |                      | マス                   |                                                          | 春の祝                |
| 占的       | まとうら         |                      | ボラ                   |                                                          | 豊作祈願              |
| メギラ     | めぎら           |                      | カジキ                 |                                                          | 海運                  |
| 藻包       | もつつみ         |                      | 鯉                     |                                                          | 夏                    |
| 楓狩       | もみぢがり       |                      | 鯉                     |                                                          | 秋                    |
| 諸身重     | もろみかさね     |                      | 鯉                     |                                                          | 和睦・合併・調印祝    |
| 湯立       | ゆだて           |                      | 鯉                     |                                                          | 冬・祭りの締め        |
| 弓懸       | ゆんがけ         |                      | ボラ                   |                                                          | 尚武祈願              |
| 龍閣       | りょうかく       |                      | 鯉                     |                                                          | 新築祝                |
| 蓮華       | れんげ           |                      | ハスネ                 |                                                          | 仏事全般              |
| 六弁       | ろくべん         |                      | ボラ                   |                                                          | 報恩供養              |
| 輪揃       | わそろえ         |                      | 鯉                     |                                                          | 引出物披露            |

## 大草流弧儀一覧
| 名称   | 読み仮名     | 概要                                                         |
| ------ | ------------ | ------------------------------------------------------------ |
| アカ打 | あかうち     | アカは水の意。打ち水で場を浄める。                           |
| 板紙   | いたがみ     | 折って魚の内臓を拭き浄める。                                 |
| 打鉦   | うちがね     | 鉦（かね）を鳴らすこと。                                     |
| 打塩   | うちしお     | 浄めの塩を打つこと。                                         |
| 観華   | かんげ       | 花を眺める。                                                 |
| 供上   | くじょう     | 出来上がった物を神仏に供える。                               |
| 検胙   | けんそ       | 出来上がった物を間違いが無いか確かめる。                     |
| 建白   | けんぱく     | 目上の者に意見を言う。                                       |
| 使役   | しえき       | お使い                                                       |
| 塩紙   | しおがみ     | 庖丁刀の切れ味を試す。                                       |
| 指蘇   | しそ         | 蘇生のために四方または三方を指す。                           |
| 生華   | しょうげ     | 花をいける。                                                 |
| 声明   | しょうみょう | 経の詠み方の一種                                             |
| 燭指   | しょくさし   | ろうそくに火をつける役                                       |
| 奏上   | そうじょう   | 朗々と文章を詠み上げる。                                     |
| 点香   | てんこう     | お香に火をつける。                                           |
| 点燈   | てんとう     | 明かりをつける。                                             |
| 取次   | とりつぎ     | 取次人を置く。                                               |
| 幣打   | ぬさうち     | 幣を振る。                                                   |
| 刃改   | はあらため   | 塩紙を切って切れ味を確かめる。                               |
| 盤改   | ばんあらため | 盤（まな板）に異常が無いか確かめる。                         |
| 盤飾   | ばんかざり   | 盤の上に式具（しぐ）などを並べ置くこと。                     |
| 盤浄   | ばんきよめ   | 盤を浄める。                                                 |
| 盤仕舞 | ばんしまい   | 盤を片付ける。                                               |
| 盤揃   | ばんそろえ   | 盤を並べる。                                                 |
| 庖丁   | ほうちょう   | 庖丁刀（ほうちょうがたな）を使って切ったり捌いたりする行為。 |
| 奉禱   | ほうとう     | 祈り奉ること。                                               |
| 庖刀   | ほうとう     | 庖丁刀の略。                                                 |

## 庖刀式の盤と人数の構成
| 名称     | 読み仮名           | 人数 | 備考                   |
| -------- | ------------------ | ---- | ---------------------- |
| 独献     | どっけん           | 1人  | 盤は一つ               |
| 対胙     | ついそ             | 2人  | 盤も二つ               |
| 龍虎     | りゅうこ           | 2人  | 盤は一つから複数       |
| 双龍     | そうりゅう         | 2人  | 鯉が二本               |
| 連胙     | れんそ             | 複数 | 盤も複数               |
| 乾坤     | けんこん           | 2人  | 盤は一つ以上           |
| 三番     | さんば             | 3人  | 盤と人数には関係が無い |
| 四君子   | しくんし           | 4人  | 盤も四つ               |
| 五行     | ごぎょう           | 5人  | 盤も五つ               |
| 六沾     | ろくてん           | 6人  | 盤と人数には関係が無い |
| 八仙     | はっせん           | 8人  | 盤と人数には関係が無い |
| 九兜     | くき               | 9人  | 盤と人数には関係が無い |
| 三十六昴 | さんじゅうろっこう | 36人 | 盤と人数には関係が無い |
| 四十八馗 | しじゅうはっき     | 48人 | 盤と人数には関係が無い |

## 大草流の六味

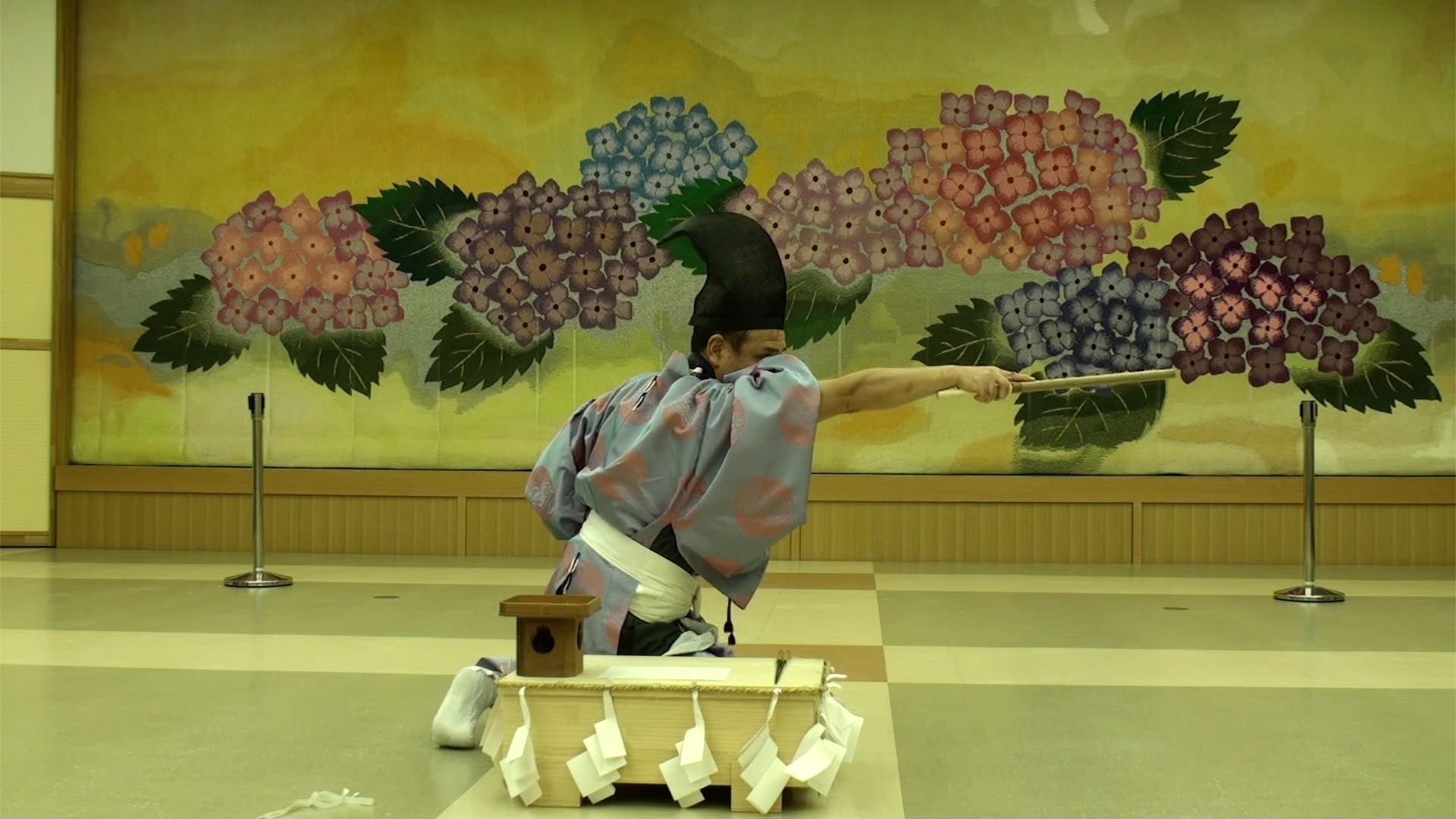
大草流 小枝庖士

甘味 鹹味（かんみ） 酸味 苦味 辛味 風味

## 大草流の六刀

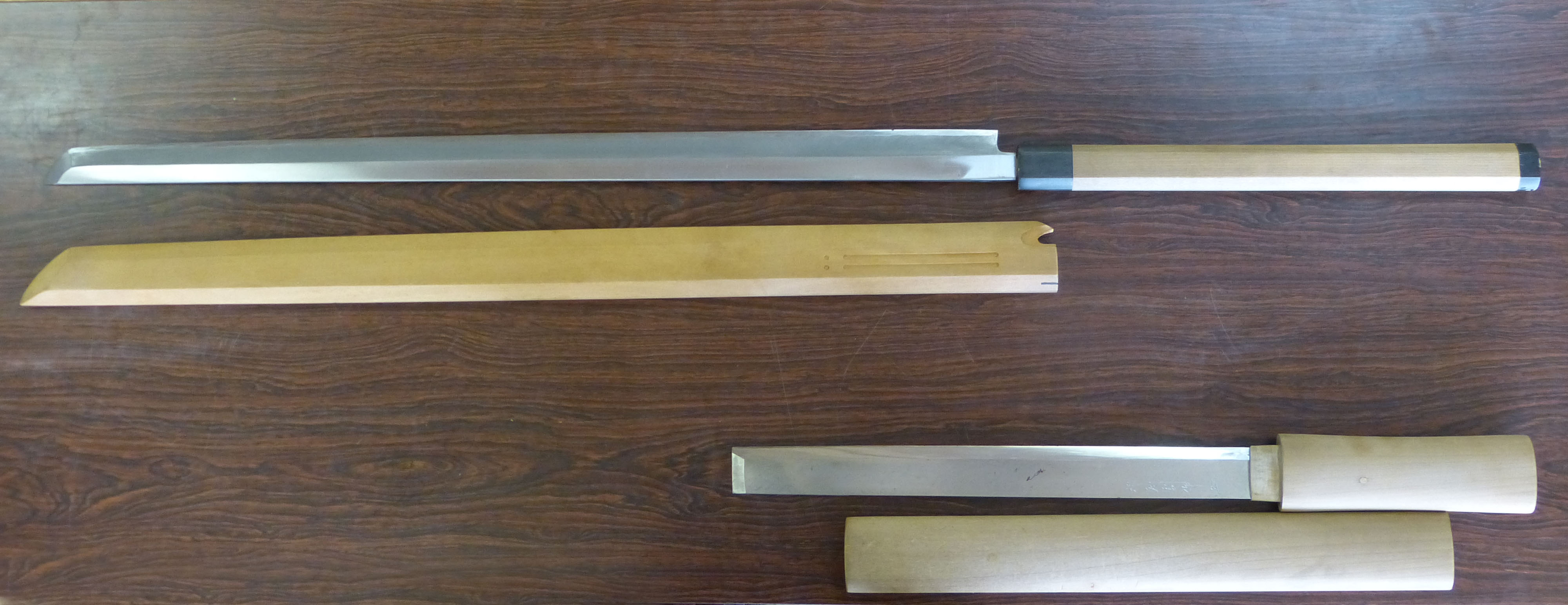
二半刃(上)と額田刃(下)

相州刃 遠州刃 二半刃 額田刃 菜刀 付刃

## 大草流の六識
大草流では、知識 学識 常識 良識 見識 卓識 の六識がある。
知識 物知りと言われる 学識 学があると言われる 常識 人として認められる 良識 人に見習われる 見識 人に頼られる 卓識 人に畏れられる

## 六声（りくせい）六つの声の出し方
大草の発声法では、すべて声を出すときに顎が下がる。
| 名称             | 読み仮名               | 備考                             |
| ---------------- | ---------------------- | -------------------------------- |
| 丹頂声           | たんちょうごえ         | 頭の上から出す高音               |
| 眼声             | がんごえ               | 口を閉じて鼻から出す声           |
| 胸声             | むなごえ               | 胸から出す声                     |
| 腹声             | はらごえ               | 腹から出す声                     |
| 頬振り声・ブル声 | ほほふりごえ・ぶるごえ | ほっぺたを左右に振りながら出す声 |
| 裏声             | うらごえ               | 腹話術の声                       |

## 伝書『石たたみ』
| 是、寛永年間羽田吉田両守欲するところありて記し置きと云え共、此の理大草也 四條にては仏法にふる事能わず 由緒ならむとて欲せらるるものなり 是その中也 一、十二因縁の事 二、八苦の事 三、有為転変の事 四、海の部 五、鳥の部 六、雉子を解事 一、十二因縁の事 一、無明 求入り息より母腹の中にて一滴の露の始まり也 たとえ土中に華の種はありながら其れとても見えぬを云うなり 二、行 日数行に随てのすかう也 三、識 其の躰は大形ありて未だ心なし 四、名色 眼、耳、鼻、舌、身、意尽くたいすと云え共 未だ母の腹の中にある也 五、六入 六根すみやかに胎内を出たる也 六、六触 手に触れ始め也 七、受 うくる 八、愛 りょうのう 九、取 とる 十、有生 十一、老 十二、死 一、八苦の事 生老病死 （生きる苦しみ 老いる苦しみ 病む苦しみ 死ぬ苦しみ） 愛別離苦 （愛する者と別離すること） 求不得苦 （求める物が得られないこと） 怨増会苦 （怨み憎んでいる者に会うこと） 五蘊盛苦 （五蘊（人間の肉体と精神）が思うがままにならないこと） 一 有為転変の事 木火土金水 木水 火水 土水 金水 一 海の部 実相台の大海は方便のあみにもれず切らる魚も皆成仏也 仏法さかりにて神代繁盛也 現受無比楽後生清浄土也随而庖丁の手前種々に扱う事は例えば絵に書花の如し 真は真如実相也 抑々伊弉諾伊弉冊の尊御鉾を下界へ降ろし大海を探し給うは下界迎化御為也 其時御鉾より一滴の露落ち淡路島これ也 此の島に降化して国土を守護し給う故に路を玉ぼこと名付け候と云々 又、海中をさがし給えば御鉾ついて魚一つあがりける真魚鰹なり すなわち庖丁なして又海中に入れ給えば一切衆生のため也 日本開闢の魚なれば陽の魚共名付け給う 其時荒波しきりにひかってよりたる 魚をえいらんあるに定かに首尾の見えざれば海月と名付け給う また、ひかるを月と号す海月と書きし陰の魚と名付け真魚鰹庖丁の始めなり 海月料理の始めなり 右神道にて孔子これを秘し筆つたし給うなり 一、鳥の部 鶴水鳥、左右の羽より庖丁の事陰陽和合の義也 空へ立つ羽を陽とし地へ降りぬる羽を陰と号す 羽に羽ふしを重ねるを和合と表す あしらく骨三つを三身如来と観念す 法界のしん様々其のかぎりなし 何れか有りならんや され共先ず五穀成就栄一也 然れば首らく骨三つに左右の羽を立て 五穀成就たるべしむ 子の四刀は十方仏土中唯有 一求法無に亦無三除仏方便説仏平等説如 一味雨随衆生性所受不同 此の文を以って也 但庖丁事観念是あり 一、雉子を解事 雉を足より解事 天智天皇の御代より也 唐国の日記は大かた 鶴水鳥同前のように候也 但さきよう有大事口伝なり 解事はもろこしにも解候也 足よりさく事は日本記に候也 此れを以って秘伝と云うは 此れにか或はんとて記し置きたり 抑々大草にては天地の理こそ たそほく語る伝なべけれ 此れ料理をこへ 庖丁をこへて天の理、地の理なれは 諸人すべて此れを知るべし 写 昭和五十七年冬 土師一嗣 |

## 大草流に関連する古文書の所在
| 統一書名                                               | 読み仮名                                       | 古文書所在                                               |
| ------------------------------------------------------ | ---------------------------------------------- | -------------------------------------------------------- |
| 大草家伝書                                             | おおくさけでんしょ                             | 東北大学狩野文庫                                         |
| 大草家書                                               | おおくさけのしょ                               | お茶の水図書館小笠原文庫                                 |
| 大草家料理書                                           | おおくさけりょうりしょ                         | 内閣文庫/東京大学/石泰文庫/福井久蔵（飯島本）            |
| 大草殿より相伝の聞き書                                 | おおくさどのよりそうでんのききがき             | 内閣文庫/青嘉文庫/彰考文庫/福井久蔵（飯島本）/鹿児島大学 |
| 大草流膳部聞書                                         | おおくさりゅうぜんぶききがき                   | 青嘉文庫                                                 |
| 大草流手懸三種供物図                                   | おおくさりゅうてがかりさんしゅくもつず         | 蓬左文庫                                                 |
| 大草流庖丁書                                           | おおくさりゅうほうちょうのしょ                 | 石泰文庫/都城島津邸                                      |
| 大草流庖丁譜                                           | おおくさりゅうほうちょうふ                     | 石泰文庫                                                 |
| 式三献七五三膳部記                                     | しきさんこんしちごさんぜんぶのき               | 宮内庁書陵部/土佐山内家宝物資料館                        |
| 奈良絵大草流包丁人                                     | ならえおおくさりゅうほうちょうにん             | 東京家政学院大学附属図書館大江文庫                       |
| 大草流庖丁祭文                                         | おおくさりゅうほうちょうさいもん               | 都城島津邸                                               |
| 大草流料理方礼法書合冊(①大草流之記録②大草流式膳部之記) | おおくさりゅうりょうりかたれいほうしょがっさつ | みやこ町歴史民俗博物館                                   |